# Faculdade de Direito da Universidade do Chile
A Faculdade de Direito da Universidade do Chile é uma das cinco faculdades que conformaram o claustro original da Universidade, e uma das Escolas de Direito de maior prestígio do país. Dela têm ingressado dezasseis presidentes do Chile, muitos ministros de Estado, senadores, deputados, juízes, e um sem número de destacados intelectuais, historiadores e personagens relevantes na história do Chile, incluindo ao herói naval Arturo Prat Chacón.
Funcionou num princípio num imóvel da Companhia Calle Bandera (1819-1850), depois no edifício do Instituto Nacional, localizado na Alameda e depois transladou-se à Casa Central da Universidade, construída entre 1863 e 1872, onde permaneceu até que se levantou o edifício institucional de estilo art déco em 1938, durante a presidência de Arturo Alessandri Palma (ao mesmo tempo que seu filho, Arturo Alessandri Rodríguez, era decano da Faculdade). Desenhado pelo arquiteto Juan Martínez Gutiérrez (Escola Militar de Santiago, o Templo Votivo de Maipú e a Faculdade de Medicina), encontra-se na comuna de Providencia, Pío Nono n.º1, na intersecção desta rua e a avenida Santa Maria, na imediações da estação de metro Baquedano.  Em 2007 inaugurou-se, dentro da Faculdade, o Edifício dos Presidentes, que alberga salas para pregraduação e pós-graduação, um auditório e num subterrâneo de três andares, casino, ginásio e estacionamentos.

## História

### Antecedentes (1747-1842)
Prévio à fundação da Universidade do Chile, os estudos de direito no Chile realizavam-se na Real Universidade de San Felipe, cuja fundação foi disposta em 1738 pelo rei Filipe V de Espanha. Em dito centro de estudos, que foi estabelecido em 1747 e que começou a dar classes em 1758, se replicaram as cátedras dadas nas principais universidades da América colonial, como o eram a de San Marcos de Lima ou a Real e Pontifícia de México. Uma delas foi a Faculdade de Sagrados Cánones e Leis, que centrava seus estudos no ius commune, isto é, textos de direito romano da recopilação de Justiniano, e de direito canónico como as Decretales de Gregorio IX. Os graus outorgados eram os de bacheler, licenciado e Doutoramento.
Por iniciativa de Ambrosio Zerdán e Pontero surgiu, em abril de 1778, a Real Academia Carolina de Leis e Prática Forense, dependente da Real Audiência de Santiago, que outorgava o título de advogado aos bacheleres em leis, após efectuar uma prática forense. No entanto, a chegada do processo independentista do Chile em 1810 provocaria um questionamento das instituições colónias, pelo que quatro anos mais tarde a Academia foi clausurada.
O papel educativo da Universidade de San Felipe ficou mermado com a abertura do Instituto Nacional em 27 de julho de 1813, que foi fechado durante a Reconquista espanhola e reaberto em 1819. A Universidade, despojada do seu título de "Real", limitou-se a entregar o grau de bacheler, enquanto seu plano de estudos reformou-se para dar origem a dois cursos, um de "direito natural, direito de gentes, e economia política", e outro de "leis pátrias, direito canónico e prática forense". Paralelo a isso, instituições de breve duração como o Liceu do Chile, fundado por José Joaquín de Mora, e o Colégio de Santiago, no que participou Andrés Bello, deram cursos de direito.
Em 1828 reabriu a Academia de Leis e Prática Forense e em 1832 reorganizou-se o plano de estudos do Instituto Nacional, reinstalando os estudos de direito romano e acrescentando o curso de Legislação Universal, que Belo desenvolveu no Colégio de Santiago.

### Fundação

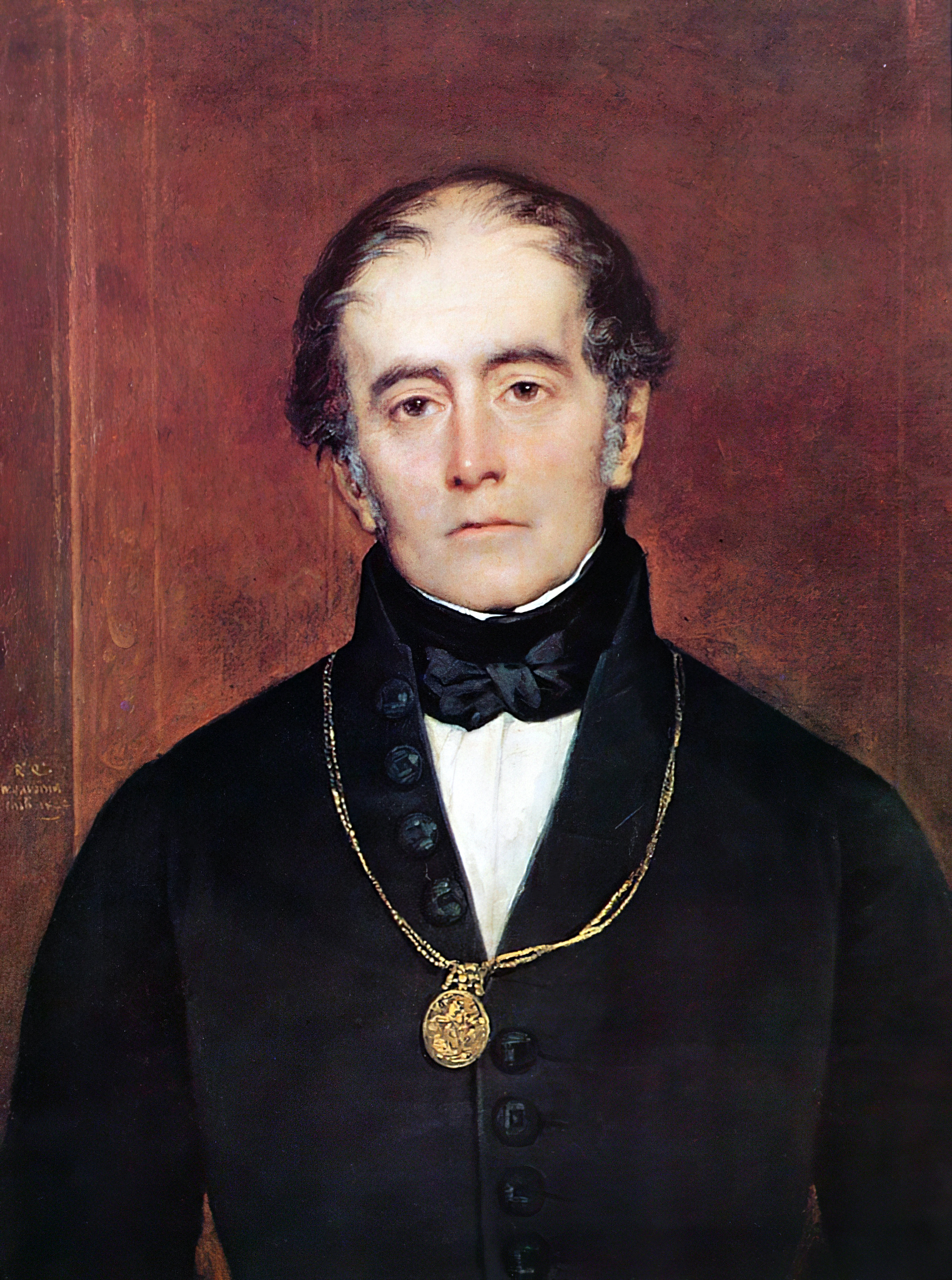
Andrés Bello (1781-1865), primeiro reitor da Universidade do Chile e destacado jurista venezuelano.

A Universidade de San Felipe da República do Chile, como se renomeou em 1829, vinha em franca decadência desde a década de 1810, e finalmente foi clausurada em 1839, durante o governo de José Joaquín Prieto, para ser substituída pela Universidade do Chile. Em 19 de novembro de 1842 se promulgou uma lei, cujo projeto original foi redigido por Andrés Bello, que dispôs o estabelecimento desta casa de estudos, composta de cinco faculdades, entre as que se encontrava a de Leis e Ciências Políticas. A universidade criada era académica, não docente, pois outorgava os graus académicos a quem aprovavam os cursos superiores ditados, principalmente, no Instituto Nacional.
Em 28 de junho de 1843 designaram-se os primeiros académicos da Universidade por decreto supremo, entre os que estava Mariano Egaña, redator da Constituição de 1833, quem converter-se-ia no primeiro decano da faculdade em 21 de julho do mesmo ano, desempenhando esse cargo até sua morte em 1846. Andrés Bello, primeiro reitor, definiu as metas da nascente faculdade de leis e ciências políticas no famoso discurso de inauguração da Universidade do Chile em 1843:
À faculdade de leis e ciências políticas se abre um campo, o mais vasto, o mais susceptível e de aplicações úteis. Tu tens ouvido: a utilidade prática, os resultados positivos, as melhoras sociais, é o que principalmente se espera da Universidade o governo; é o que principalmente deve recomendar seus trabalhos â pátria. Herdeiros da legislação do povo rei, temos que purgar-la das manchas que contrastem com o influxo maléfico do despotismo; temos que despejar as incoerências que desilustram uma obra a que tem contribuído tantos século, tantos interesses alternativamente dominantes, tantas inspirações contraditórias. Temos que acomodar-la, que restituir-la às instituições republicanas. E que objecto mais importante ou mais grandioso que a formação, o aperfeicionamento das nossas leis orgânicas, a recta e pronta administração de justiça, de segurança de nossos direitos, a fé das transacções comerciais, a paz do lugar doméstico?— Andrés Bello, Discurso de instalação da Universidade do Chile, 17 de setembro de 1843.
Ainda que já em 1813 se tinha designado como cor oficial dos estudantes da carreira o verde, trinta anos mais tarde se ditou um regulamento que regulava a indumentaria académica para decanos e secretários, se estabelecendo dita cor para a Faculdade de Leis. Em 1874 representou-se à faculdade no escudo da Universidade com uma balança atravessada por uma espada num fundo vert (verde).

### Delegação Universitária, mudanças curriculares e codificação (1844-1879)

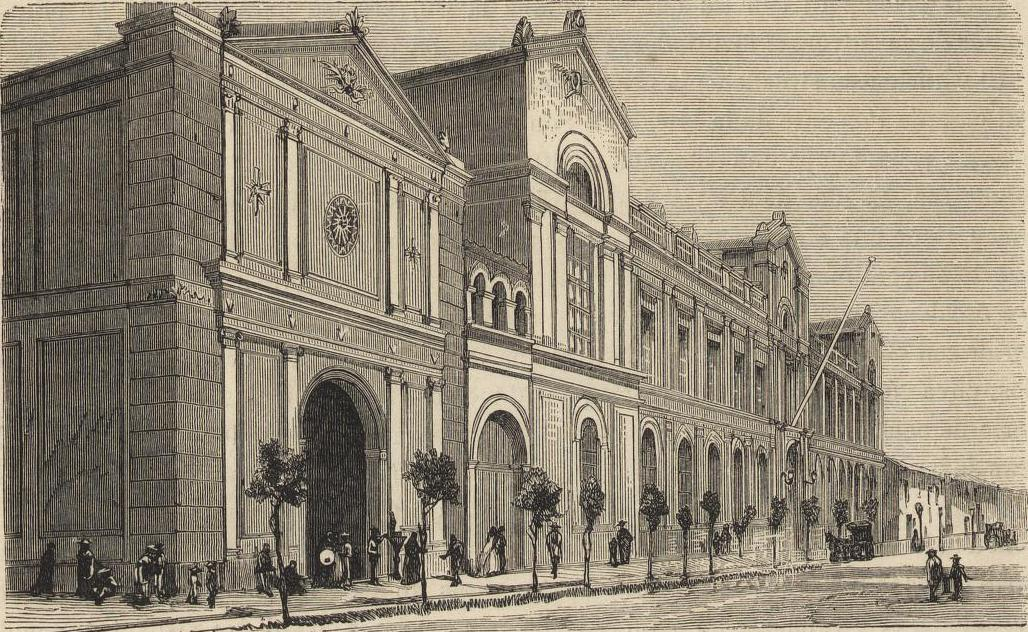
Casa Central da Universidade, sede da faculdade desde fins do século XIX até 1938.

Em 1847 estabeleceu-se uma nova organização para os estudos universitários no Chile, posta em prática em 1852, pela qual se dispôs a divisão do Instituto Nacional em duas secções: uma destinada à instrução secundária e a outra à universitária. Esta última ficou sujeita directamente ao reitor e ao Conselho da Universidade do Chile, baixo a autoridade de um delegado universitário.
A Faculdade de Leis e Ciências Políticas transladou suas instalações em 1850 desde o edifício da companhia Calles Bandera, onde funcionava desde 1819, ao edifício do Instituto Nacional, localizado na Alameda. Anos mais tarde, instalou-se na Casa Central, construída entre 1863 e 1872.
O currículo foi bastante questionado por estar orientado para a prática profissional, em desmedro de ramos das Ciências do Direito como a Filosofia do Direito e História do Direito. O decano Juan Francisco Meneses, que assumiu seu cargo em 1846, veio a reforçar o positivismo imperante com reformas que eliminavam as cátedras de Legislação Universal e Economia política. Entre os críticos deste sistema estiveram Rafael Fernández Concha, José Victorino Lastarria, e o próprio reitor Andrés Bello, como o reflecte um discurso de 1853:
O plano de estudos legias, segundo o programa da Universidade, tem por objeto não só dar ao país hábeis advogados, mas também homens capazes de desempenhar as altas funções da administração e da legislatura, e de dirigir a opinião pública. Não só as ciências estrictamente legais, mas também as políticas e sociais são recursos da seção universitária, a que na nossa lei se tem dado o título de Facultade de Leis e Ciências Políticas.— Andrés Bello, 1853.
Em 1848, o Conselho de Instrução Pública estabeleceu a ordem que devia seguir nos estudos, que agora contavam com cinco ramos, distribuídos em quatro anos. Ao suprimir-se a Academia de Prática Forense em 1851, criou-se o curso respectivo, de dois anos de duração.
As reformas ao plano de estudos de 1853 e 1859 foram um consenso, onde se estabeleceu que a carreira teria uma duração de seis anos, com cátedras de direito romano, direito natural, literatura, direito de gentes, direito civil (a cargo de Enrique Cood), direito canónico, direito comercial, direito público administrativo, economia política (a cargo de Jean Gustave Courcelle-Seneuil), procedimento civil, código de mineração, procedimento criminoso e direito penal. Em 1863 o plano de estudos foi reduzido a cinco anos.
O movimento codificador, que surgiu no Chile desde meados do século XIX, impulsionou a novas mudanças dentro da carreira: em 1856 foi promulgado o Código Civil, redigido por Belo, o que obrigou à faculdade a suprimir o estudo do direito espanhol e a substituir pelo Código, o que se oficializou no ano seguinte por decreto de 20 de março. Em 1875 se promulgaram os códigos Penal e de Mineração, pelo que também se reformularam as cátedras de direito penal e ordem de minas. O mesmo ocorreu com os demais corpos legais aprovados posteriormente.

### Desenvolvimento do papel docente da Faculdade (1879-1920)
A Lei de Instrução Secundária e Superior, promulgada em 1879, devolveu o papel de formador permanente do alumnado à Universidade do Chile. Para esse ano a Faculdade de Direito tinha 319 matriculados, isto é, concentrava quase os 45 % dos estudantes do Chile, cifra que foi em aumento: em 1908 contava com 466 estudantes de Direito e dez anos mais tarde atingia já os 821 alunos.
A fins do século XIX, a faculdade viu ingressar as primeiras mulheres que obteriam o título de advogado, em conformidade ao Decreto Amunátegui de 1877; elas foram Matilde Throup e Matilde Brandau, tituladas em 1892 e 1898, respectivamente.
Os estudos de direito sofreram uma substancial reforma em 1902, ano em que se mudou o enfoque exegético por um método sistémico ou cientista. As cátedras originais da carreira, direito romano e cánones, foram parte destas reformas; enquanto a primeira mudou seu enfoque de estudo desde o legal ao histórico, a segunda foi simplesmente suprimida; no entanto, alguns professores consideram que, em realidade, a cátedra de cánones foi simplesmente transformada no curso de História Geral do Direito. Mais tarde surgiram os primeiros seminários; em 1917 criou-se o de ciências económicas, e em 1919 os de direito público e privado.

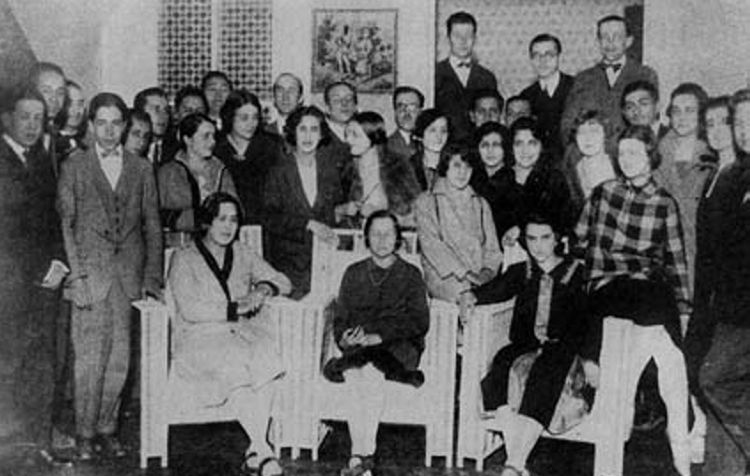
Alunos da carreira em 1926; sentada ao centro, a ativista Elena Caffarena.

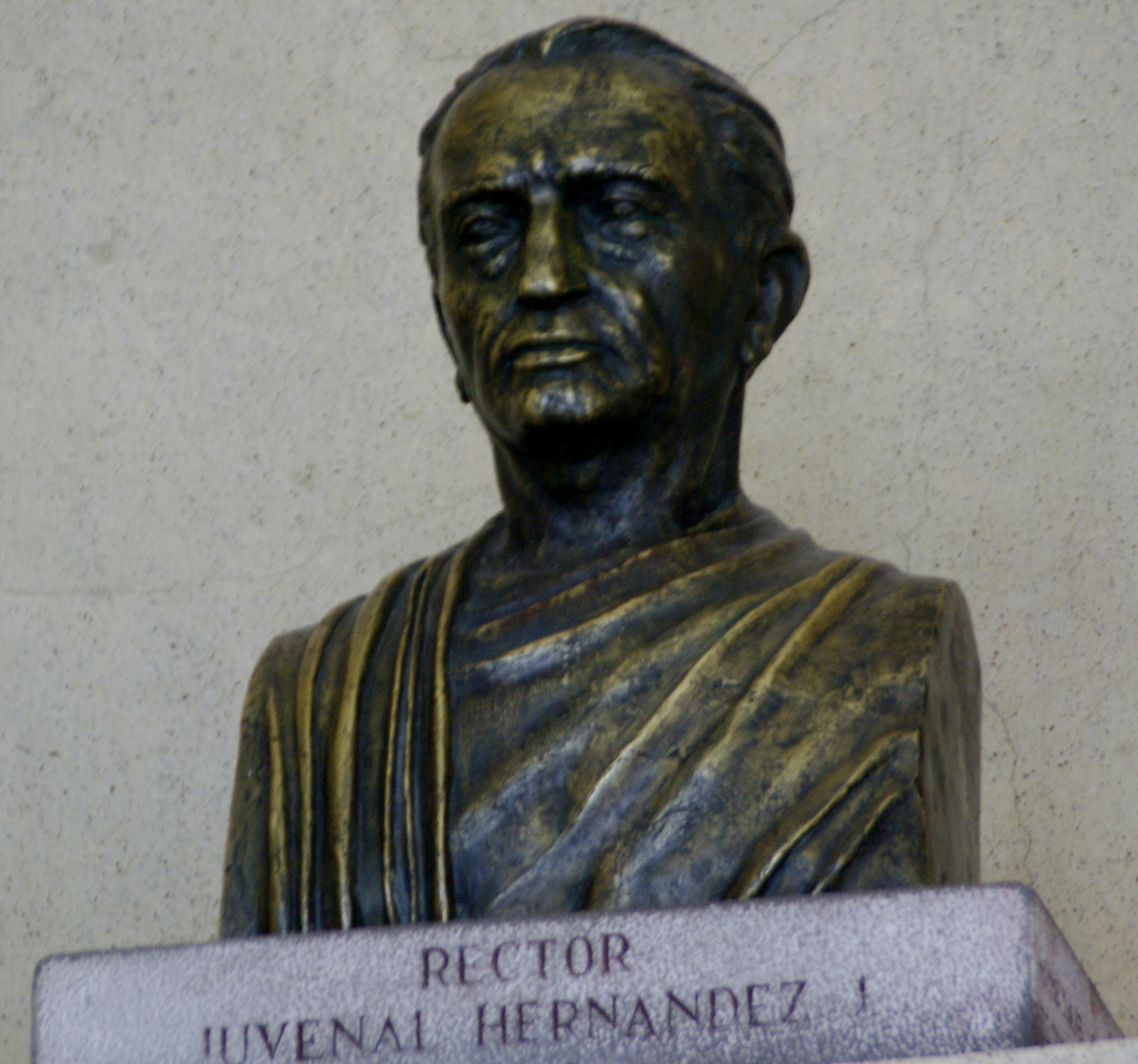
Busto de Juvenal Hernández Xeque, decano e reitor, obra do escultor Raúl Vargas.

### Anos de convulsão e reitorado de Juvenal Hernández Xeque (1920-1953)
A década de 1920 esteve marcada pelo surgimento de movimentos sociais estudantis, amparados pela Federação de Estudantes da Universidade do Chile (FECh) —criada em 1906—, como os de defesa da igualdade dos direitos da mulher, propiciados pela ativista Elena Caffarena, e outros movimentos dirigidos às classes sociais trabalhadoras, como a Universidade Popular Lastarria, que legou à faculdade as Clínicas Jurídicas. Na década seguinte a visão crítica dos estudantes da faculdade viu-se reflectida na revista de Vanguarda literária e política Mastro (cujo primeiro número apareceu em 1929), na que escreveriam figuras como Oreste Plath e Mariano Latorre, e no grupo universitário Avanço, que reuniu aos simpatizantes da esquerda.
Juvenal Hernández Xeque assumiu em 1931 o cargo de decano da Faculdade de Ciências Jurídicas e Sociais —nome que se lhe tinha outorgado à faculdade no estatuto orgânico de 29 de agosto de 1927—, mas renunciou a 2 de julho do ano seguinte para voltar ao posto rapidamente em agosto. Finalmente, demitiu de forma definitiva em 1933 ao ser eleito reitor interino para suprir a vaga deixada por Pedro Godoy Perrín; mais tarde foi ratificado pelo claustro da Universidade.
As condições em que funcionava a Faculdade ao início do reitorado de Hernández não eram as melhores; em 1934, o decano Arturo Alessandri Rodríguez começou a gerir uma nova localização para a Escola de Direito, com cujo fim elegeu um terreno localizado a uma margem do rio Mapocho, na atual interseção das ruas Pío Nono com Santa María. O edifício —desenhado pelo arquiteto Juan Martínez Gutiérrez, cuja obra se caracteriza por construções de estética monumental, o que também pode se apreciar em outros dos edifícios que desenhou como a da Escola Militar de Santiago, o Templo Votivo de Maipú e a Faculdade de Medicina da mesma casa de estudos— é considerado uma das obras arquitetónicas mais importantes do Chile durante a primeira metade do século XX:
A fachada curva, mais que nota sobre-salientes do edificio, é elemento de alta significação no rostro da cidade. Seu volume total, visto como escultura arquitetónica, adorna a metrópolis... A Escola de Direito tem os méritos de um monumento nacional.— Guillermo Ulriksen, arquitecto.
Os estudos de Direito também sofreram modificações com o Regulamento de 1934, onde se ampliaram os seminários a cinco, acrescentando aos três existentes (ciências económicas, direito público e privado) os de "direito comercial e industrial" e "direito penal e medicina legal". Nesse mesmo ano começou a funcionar o Instituto de Ciências Penais.
Em 1934 na Facultade consolida-se um plano de estudos rígido que se prolongaria até ao ano 1966 para ser logo reimplantado no ano 1975. Dita reforma impulsinou um exacerbado rigor positivista no ambiente jurídico, unido a um plano de estudos rígido e carente de especialização sobre métodos de ambientes expositivos que exigiam um grande esforço memorístico por parte dos alunos paralelos à ausência de programas de investigação— Gonzalo Figueroa Yáñez, 1976
A Editora Jurídica do Chile fundou-se em 1945 em sociedade da faculdade com a Biblioteca do Congresso Nacional do Chile. Dois anos mais tarde a Editora teria personalidade jurídica mediante a Lei N.º 8737; nesse mesmo ano de 1947 aprovou-se um novo regulamento que, entre outras coisas, instaurou um mecanismo de controle de matrícula, deu um carácter mais prático à carreira, e criou carreiras curtas de três anos para quem não desejava o título de advogado.

### Reitorado de Gómez Milhas, a sede Valparaíso e amagos de reforma (1953-1973)
Esta expansão permitiu fraternizar a Escola de Direito de Santiago com sua homónima de Valparaíso, que data de 1911, quando se instalou ali o Curso Fiscal de Leis. Durante o período em que foi administrada pela Universidade de Chile, dita Escola teve como professores a intelectuais de fama dos civilistas Ramón Meza Barros e Victorio Pescio, o processalista Mario Casarino Viterbo e Carlos León. Em 1972 recebeu o nome oficial de Faculdade de Direito e Ciências Sociais da Universidade do Chile (sede Valparaíso). Além destas, a faculdade teve a cargo outras duas carreiras: Serviço Social (dada também em ambas cidades) e Ciências Políticas e Administrativas.
Enquanto, a Escola de Direito localizada em Santiago enfrentava no possível com o reitorado de Gómez Milhas novos desafios propostos pela criação de instituições como o Instituto de Ciências Políticas e Administrativas (1954), os centros de investigações Criminológicas (1957) e Documentárias (1958), bem como o Centro de Estudos de Direito Americano Comparado (1962). A faculdade esteve presente também em seminários internacionais, como no VIII Congresso da Associação Internacional de Direito Penal, celebrado em Lisboa em 1961, que contou com a participação dos professores Arturo Alessandri Rodríguez e Eduardo Novoa Monreal, além de Antonio Bascuñán Valdés, quem por esse então era ajudante.
Em 1963 terminou o segundo reitorado de Juan Gómez Milhas e desde 1967 começou-se a gerir a Reforma universitária em todo o país. A Faculdade de Ciências Jurídicas não ficou fora deste processo, e em 1968 realizou-se um plebiscito para aprovar a continuidade como decano do professor Eugenio Velasco Letelier (que tinha assumido em 1965), no que participaram docentes, seus colaboradores e os alunos com direito a voto, cujo resultado foi favorável a este.
Em 20 de outubro de 1971, o edifício da faculdade foi tomado em resposta a uma decisão do Conselho Superior Normativo da Universidade que propôs a fusão da Escola de Direito com outras faculdades com o nome de Faculdade de Ciências Jurídicas, Económicas e Sociais. A mobilização foi apoiada por professores contrários ao governo da Unidade Popular do socialista Salvador Além.
Nest momento aparece uma aberração: suprimir a Facultade de Direito, que como tal existe em quase todos os países do mundo, sem socialistas ou capitalistas. Desde logo tem-nas em Moscovo, Pequim e Havana. Em toda a universidade de certa categoria tem uma Facultade desse caracter.— Secretario de Estudios de la Carrera de Abogado, 1971.
A tomada adquiriu um carácter violento devido à intervenção do grupo paramilitar nacionalista Pátria e Liberdade, e incidentes como o ocorrido em 26 de novembro, quando uns estudantes atacaram o automóvel que transportava o ministro do Interior da época, José Tohá. A fins de 1971, Velasco aposentou-se, e no ano seguinte assumiu em sua substituição Máxima Pacheco, militante democrata cristã e ex-colaborador do governo de Eduardo Frei Montalva.

### Crise durante o Regime Militar (1973-1990)
O golpe de Estado de 11 de setembro de 1973 contra o governo socialista de Salvador Allende, marcou o começo do regime militar dirigido por uma Junta, que estava encabeçada pelo general Augusto Pinochet. Todo o aparelho administrativo da Universidade foi intervindo, o que incluiu a perseguição a alunos, sendo emblemáticos os casos de Patricio Munita, executado em dezembro de 1973, e os desaparecidos Ismael Chávez e Cecilia Castro.Em finais de 1973 realizou-se um sumário, dirigido por Miguel Otero Lathrop, a diversos professores e alunos pelas suas ideias políticas, incluindo ao presidente do Centro de Estudantes de Direito da época, Álvaro Varela, quem foi expulso da Universidade pela sua militância no MAPU.
Em 1974 assumiu o decanato Antonio Bascuñán Valdés, quem tentou impulsionar reformas como a estrutura departamental, currículum flexível, sistema semestral de estudos, sistema de créditos, entre outras, que não chegarão a materializar devido à chegada de uma nova administração dois anos mais tarde, encabeçada por Hugo Rosende Subiabre. Leste implantou a repressão e encarregou-se de despedir vários professores, entre eles Francisco Cumprido e Máximo Pacheco, já que a sua política propunha que tanto os simpatizantes da antiga Unidade Popular como os democrata cristãos deviam sair da Faculdade. Rosende era partidário de provocar a contrarreforma consistente na eliminação do estudo das Ciências Sociais, pelo que a malha curricular foi dirigida para um positivismo jurídico rígido como o implantado em 1934, mudanças que se refletiram no novo nome de Faculdade de Direito, que conserva até hoje.
Apesar disso, a Faculdade continuou sendo um espaço de debate dentro dos rígidos marcos estabelecidos mediante palestras sobre direito público e direito internacional e através da participação em seminários, como no de Anteprojecto de Reforma Constitucional. Em 1981 o DFL N.º 1 criou as universidades regionais a partir das sedes da Universidade do Chile e da Técnica do Estado, pelo que a Escola de Direito de Valparaíso se separou da Faculdade de Santiago e passou a fazer parte da nascente Universidade de Valparaíso. O decanato de Rosende terminou em 1983 —quando foi sucedido por Avelino León Hurtado— e ao ano seguinte foi nomeado ministro de Justiça de Pinochet. Posteriormente sucederam-se à frente da Faculdade os professores Rafael Eyzaguirre Echeverría (1984) e Mario Mosquera (1986).

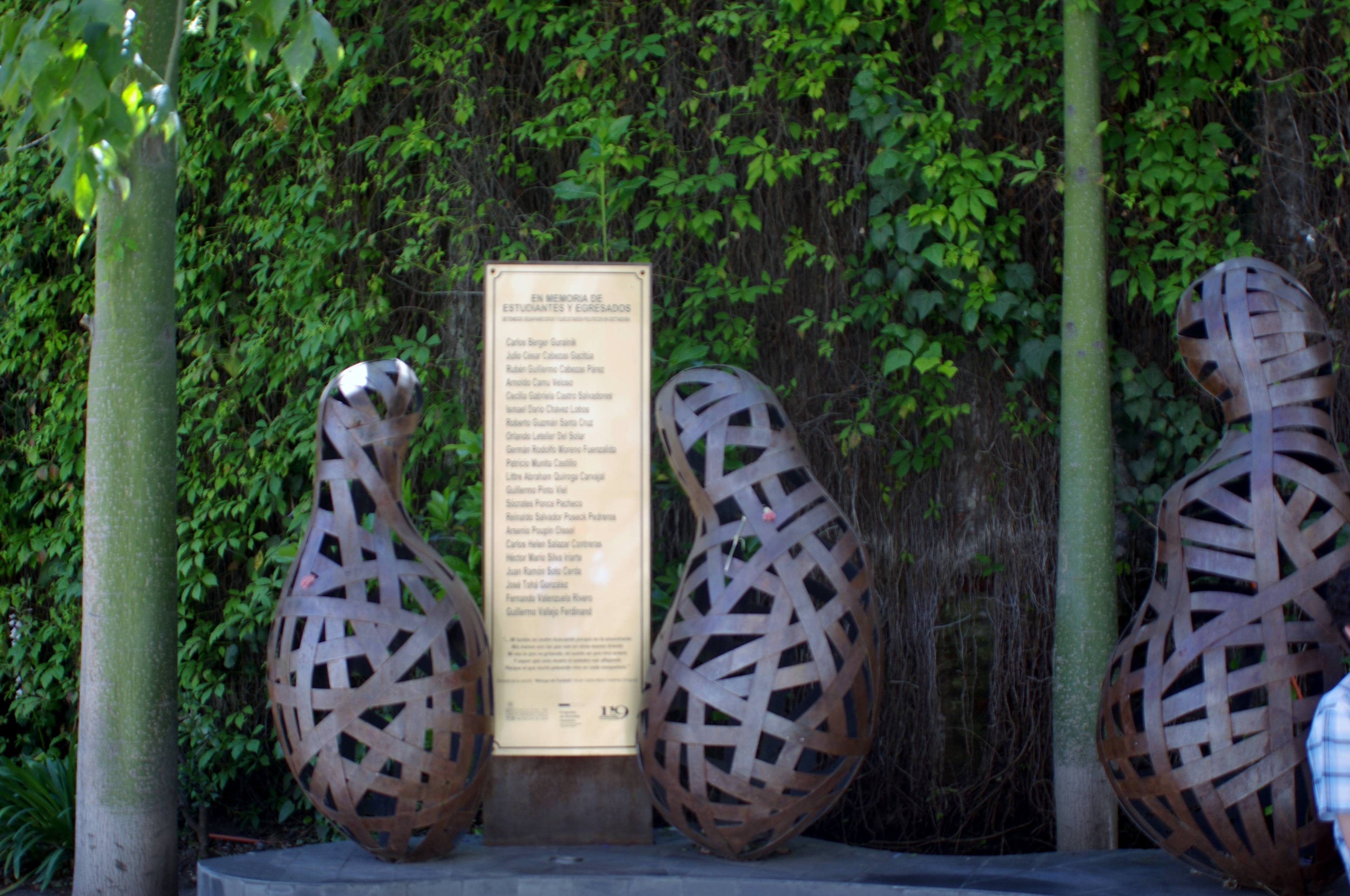
Memorial a estudantes e ingressados vítimas do regime militar

Em 1987 estoirou o descontentamento dos estudantes com o reitor designado da Universidade, José Luis Federici, que se manifestou num desemprego geral ao qual aderiram os estudantes da faculdade. Federici respondeu em duros termos à negativa dos alunos de voltar às classes, destituindo a inícios de outubro desse ano ao decano Mosquera e nomeando como subrogante a Jorge Hübner, quem era um reconhecido pinochetista. Os estudantes recusaram a Hübner desalojando e raiando seu escritório. Em 29 de outubro Pinochet destituiu a Federici, e designou a Juan de Deus Via Larraín como reitor. Posteriormente, assumiu como decano Juan Colombo Campbell.

### Décadas de mobilizações estudantis (1990-presente)
Em 1990 assumiu como decano pela segunda vez Mario Mosquera, quem foi reeleito quatro anos mais tarde; no entanto não atingiu a completar seu segundo período pois renunciou a 1 de abril de 1997, deixando como decano subrogante ao civilista Francisco Merino Schehing. Propôs-se então, como novo decano, ao professor Pablo Rodríguez Grez, que tinha sido líder do movimento nacionalista Pátria e Liberdade (combateu contra a Unidade Popular) e colaborador com o regime militar do general Augusto Pinochet. No entanto, um grupo de alunos de centroesquerda opôs-se a isso em 22 de abril de 1997, organizando-se num movimento dirigido pelo presidente do Centro de Estudantes, o socialista Claudio Márquez que conduziu à tomada da faculdade, a qual durou uma semana inteira; a dois dias de produzir-se, Rodríguez renunciou tanto a sua candidatura a decano como à Universidade. Junto com a saída de Rodríguez, os estudantes exigiram uma reforma integral dos planos e programas de estudos, que datavam de 1934 e cuja modificação foi interrompida pela contrarreforma imposta por Hugo Rosende Subiabre. Junto com Rodríguez deixaram a Universidade do Chile vários outros professores da asa mais conservadora, como Rubén Oyarzún, Rubén Celis, Eduardo Soto Kloss, Ramiro Mendoza Zúñiga, Ángela Cattan, Beltrán Sáez, Gustavo Grutas Farren, César Parada, quem, em sua maioria, emigraram a universidades privadas.
Depois de um tempo de instabilidade na condução da faculdade, em 1998 assumiu novamente o decanato Antonio Bascuñán Valdés, em cujo período se iniciou o processo que levaria à reforma dos planos e programas, encarregada à chamada Comissão Maturana, por ter sido dirigida pelo processalista Cristián Maturana. Dita comissão apresentou um relatório onde se propôs a semestralização da carreira, a escrituração dos exames finais e a flexibilização da malha curricular, incluindo a polémica eliminação da obrigatóriedade do curso de direito romano, mudanças que foram introduzidos em 2002. Nesse mesmo ano teve uma tomada da Escola alentada pela crise que vivia a área de Bem-estar Estudantil a nível dos Serviços Centrais da Universidade, que implicou um alto custo entre o professorado para o decano Bascuñán, o que foi um fator para que perdesse, por estreita margem, a reeleição em frente a Roberto Nahum.

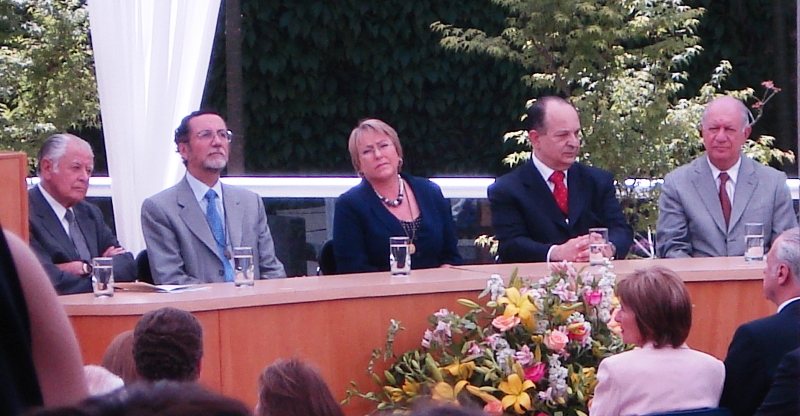
Cerimónia de inauguração do Edifício dos Presidentes em 2007.

Em 2007 inaugurou-se um novo edifício no asa norte da faculdade, chamado Edifício dos Presidentes (baptizado como Torre Nahum), que alberga salas para pregraduação e pos-graduação, um casino e estacionamentos. em 29 de abril de 2009 gerou-se um novo conflito estudantil encabeçado pelo Centro de Estudantes (CED), nesse então presidido por Gabriel Boric, no meio de acusações de plágio ao decano Nahum e demandas de reforma que incluíam a regularização do claustro académico, a implementação dos novos estatutos da Universidade do Chile de modo de fomentar a democracia interna e a elaboração participativa de um Plano de Desenvolvimento Institucional (PDI) para a faculdade. Nesse dia, depois da realização de um referendo estudantil que apoiou o peditório do CED, um grupo de estudantes tomou a faculdade, acção que durou seis semanas até a renúncia de Nahum a 17 de junho. A 9 de junho nomeou-se ao penalista Luis Ortiz Quiroga como novo vicedecano, assumindo mais tarde como decano subrogante.
Ao ano seguinte, Nahum voltou a repostular-se como decano, vencendo à jurista Cecilia Medina na eleição de 10 de junho com um 58 % das preferências. Em 2012 a Faculdade inaugurou novas dependências destinadas à Escola de Pos-graduação e Clínicas Jurídicas, localizadas na avenida Santa María 076.

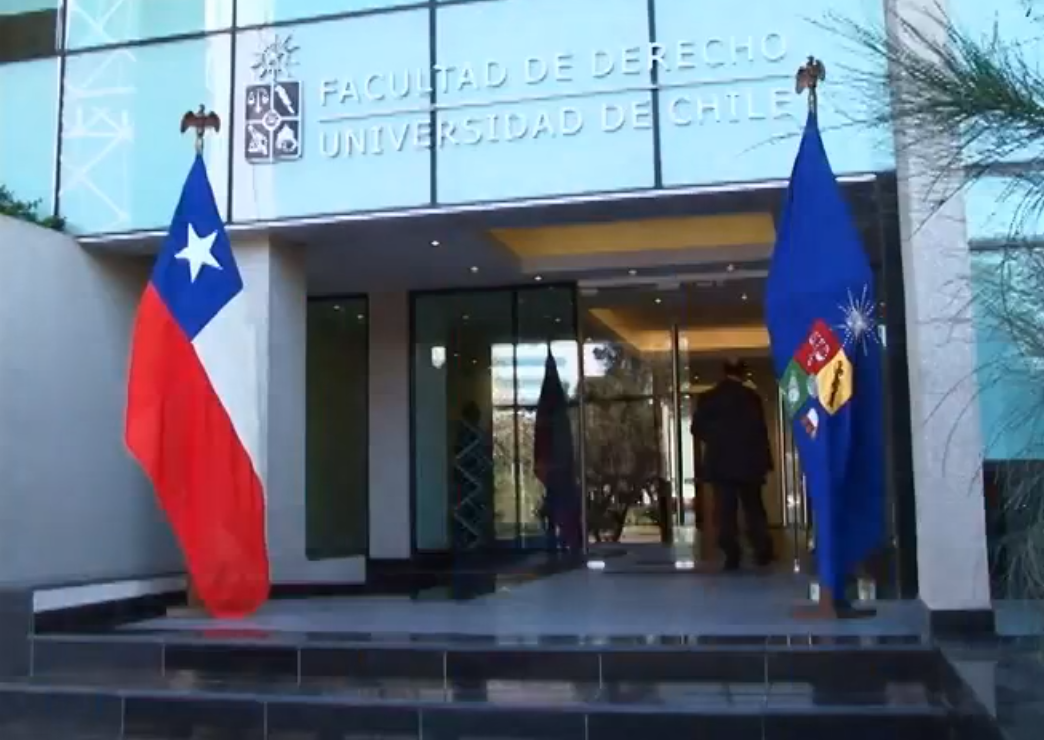
Edifício das Clínicas Jurídicas e Posgrado.

Em meados de 2014, Nahum tentou postular-se pela terceira vez consecutiva, mas professores e alunos denunciaram essa manobra ante a Junta Eleitoral Central da Universidade do Chile, que impugnou dita candidatura por cinco votos contra um em primeiro lugar e por quatro contra dois no recurso de revisão. Nahum alegou uma interrupção do seu período quando se produziu a tomada de 2009, mas seus argumentos foram recusados já que o inciso quinto do artigo 36 do Estatuto Orgânico da Universidade do Chile proíbe a todo professor titular repostularse por mais de dois períodos consecutivos sem importar se teve interrupção ou não. Depois de seus dois reveses, Nahum tentou interpor recursos similares no Tribunal Eleitoral Regional Metropolitano (TER) e o Constitucional sem sucesso (conquanto o TER acolheu o recurso, o Constitucional deu-lhe a razão à Universidade), o que impediu definitavmente a sua participação nas eleições e pavimentou o caminho ao triunfo do professor Davor Harasic ao ano seguinte de ocorridos os factos.
A fins de 2014 inaugurou-se um memorial a estudantes e ingressados da Faculdade vítimas do regime de Pinochet. Localizado no pátio, consta de duas figuras e uma placa que contém a lista alfabética de 21 pessoas: Carlos Berger Guralnik, Julio César Cabeças Gacitúa, Rubén Guillermo Cabeças Pérez, Arnoldo Camu Veloso, Cecilia Grabriela Castro Salvadores, Ismael Darío Chávez Lobos, Roberto Guzmán Santa Cruz, Orlando Letelier do Solar, Germán Rodolfo Moreno Fuenzalida, Patricio Munita Castillo, Guillermo Pinto Viel, Sócrates Ponce Pacheco, Reinaldo Salvador Poseck Pedreros, Arsenio Poupin Oissel, Littre Abraham Quiroga Carvajal, Carlos Helen Salazar Contreras, Héctor Mario Silva Iriarte, Juan Ramón Soto Porca, José Tohá González, Fernando Valenzuela Rivero e Guillermo Vallejos Ferdinand.
Em 2015 produziu-se outra tomada motivada pela expulsão de 31 alunos, assunto que se solucionou imediatamente, não assim o tema do reintegro de quem eram auxiliares de asseio. Ao ano seguinte, em 27 de abril, estoirou um outro conflito provocado novamente por expulsões arbitrárias e a assembleia estudantil aprovou por um 55,5 % dos votos validamente emitidos a tomada do imóvel, que foi revalidada com um 60,38 % no dia 28, com um 62,25 % em 3 de maio e com um 56,38 % em 6 do mesmo mês.

## Administração
Segundo os estatutos da Universidade do Chile, a máxima autoridade dentro da Faculdade é o decano —deve ser um professor titular e dura em seu cargo quatro anos, podendo ser reeleito por um segundo período consecutivo—, que tem como funções "a direcção desta, dentro das políticas universitárias que ao efeito determinem os órgãos superiores já assinalados".
Existe também um Conselho de Faculdade, ao qual "corresponder-lhe-á definir as políticas de desenvolvimento académico e institucional no contexto dos alineamentos e estratégias emanados do Senado Universitário". Está conformado pelo decano, quem preside-o, além dos directores dos departamentos, escolas, institutos e centros, bem como por outros académicos designados.

### Lista de decanos
Não existe uma lista oficial dos decanos que têm dirigido esta Faculdade. Portanto, a seguinte listagem, construído com base nos Anales da Faculdade e a outros dados disponíveis, podem ter imperfeições ou omissões, sobretudo com respeito a decanos interinos ou subrogantes.

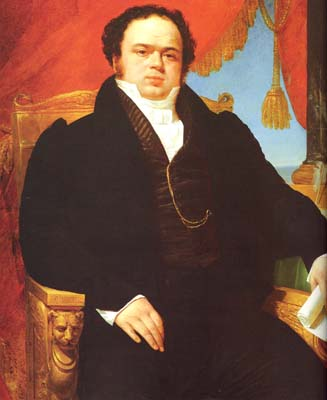
Mariano Egaña, primeiro decano, 1843-1846

| - Mariano Egaña Fabres (1843-1846) - Juan Francisco Meneses (1846-1860) - José Gabriel Palma (1860-1863) - Manuel Camilo Via (1863-1869) - Gabriel Ocampo (1869-1882) - Cosme Campillo Ibáñez (1882-1884) - José Clemente Fabres (1884-1888) - José María Barceló Carvallo (1888-1894) - Miguel Antonio Varas (1894-1912) - Leopoldo Urrutia Anguita (1912-1914) - Ruperto Bahamonde Rivera (1914-1924) - Arturo Alessandri Rodríguez (1924-1927) - José Guillermo Guerra (1927) - Juan Antonio Iribarren (1927-1930) - Agustín Vigorena Ramírez (1930-1931) - Juvenal Hernández Xeque (1931-1932) - José Guillermo Guerra (1932) - Juvenal Hernández Xeque (1932-1933) - Arturo Alessandri Rodríguez (1933-1943) - José Raimundo do Rio Castillo (1944) - Juan Antonio Iribarren (1944-1945) - Rafael Correia Fuenzalida (1946) | - José Raimundo do Rio Castillo (1946-1951?) - Darío Benavente Gorroño (1951?-1955) - José Raimundo do Rio Castillo (1955-1956) - Darío Benavente Gorroño (1957-1965) - Eugenio Velasco Letelier (1965-1971) - Máximo Pacheco Gómez (1972-1974) - Antonio Bascuñán Valdés (1974-1976) - Hugo Rosende Subiabre (1976-1983) - Avelino León Hurtado (1983-1984) - Rafael Eyzaguirre Echeverría (1984-1986) - Mario Mosquera Ruiz (1986-1987) - Jorge Hübner (s) (1987) - Juan Colombo Campbell (1987-1990) - Mario Mosquera Ruiz (1990-1997) - Roberto Nahum Anuch (s) (1997-1998) - Avelino León Steffens (s) (1998) - Antonio Bascuñán Valdés (1998-2002) - Roberto Nahum Anuch (2002-2009) - Luis Ortiz Quiroga (s) (2009-2010) - Roberto Nahum Anuch (2010-2014) - Pierino Perazzo Gagliardo (s) (2014-2015) - Davor Harasic Yaksic (2015-) |

(s): Subrogante.

## Plano de estudos

### Pregraduação

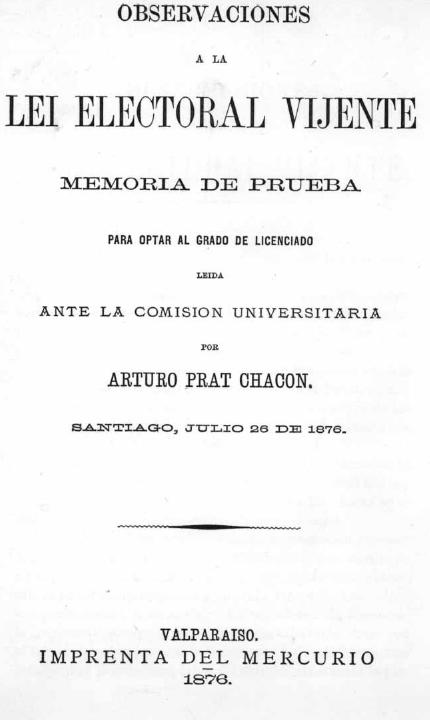
Memória de título de Arturo Prat, ingressado da Faculdade.

A Faculdade oferece um plano de currículo flexível, no que os alunos podem postular às matérias e professores correspondentes, desde que se cumpra com as condições estabelecidas pela programação académica. Os diferentes cursos classificam-se em obrigatórios, optativos, electivos e livres. Os dois primeiros outorgam 6 créditos, enquanto os dois últimos 4. Para ter a qualidade de ingressado deve-se cumprir um máximo total de 358 créditos, que se dividem em 220 para os 38 cursos obrigatórios, 24 para 4 cursos facultativos, 66 créditos para os cursos electivos, 16 créditos para os 4 cursos livres, 16 créditos pela aprovação de 2 oficinas de memória, e 16 por 2 cursos de clínicas jurídicas. Para isso existe um prazo máximo de oito anos.
Para obter o grau de Licenciado em Ciências Jurídicas e Sociais deve-se completar uma memória de título e render um exame de licenciatura, oral e de carácter solene. Isso permite cumprir com uma das condições estabelecidas no artigo 535 do Código Orgânico de Tribunais para obter o título de advogado. Segundo estipula o mesmo Código, em seu artigo 521, este título é outorgado em audiência pública pelo Corte Suprema de Justiça do Chile, uma vez aprovada a prática profissional de seis meses na Corporação de Assistência Judicial.
As diversas matérias obrigatórias que devem se cumprir na seguinte listagem:
| Departamento                           | Matérias obrigatórias                                                                         | Departamento              | Matérias obrigatórias                                            |
| -------------------------------------- | --------------------------------------------------------------------------------------------- | ------------------------- | ---------------------------------------------------------------- |
| Ciências do Direito                    | História do Direito (I e II)Introdução ao Direito (I e II) Filosofia moral Profissão jurídica | Direito Económico         | Microeconomia Macroeconomia Direito Económico Direito Tributário |
| Ciências Penais                        | Direito Penal (I, II e III)                                                                   | Direito Processual        | Direito Processual (I, II, III, IV, V)                           |
| Direito Privado                        | Direito Civil (I, II, III, IV, V, VI e VII)                                                   | Direito Comercial         | Direito Comercial (I, II e III)                                  |
| Direito Público                        | Direito Constitucional (I, II e III) Direito Administrativo Responsabilidade do Estado        | Direito Internacional     | Direito Internacional Público Direito Internacional Privado      |
| Direito do Trabalho e Segurança Social | Direito do trabalho (I e II) Direito da segurança social                                      | Ensino Clínica do Direito | Clínicas jurídicas I Optativo de Clínicas                        |

Atualmente, encontra-se em discussão um novo plano de estudos que, entre outras reformas, restauraria a obrigatóriedade de cursar direito romano, reduziria a dois os cursos de direito penal e regressaria à obrigatóriedade de que os exames finais sejam orais e não escritos.

### Pós-graduação
A Faculdade oferece diversos programas de pós-graduação, entre eles destaca seu programa de Doutorado em Direito, composto por dois ciclos, um habilitante e um doutoral, que inclui cursos, seminários, tutorias, um exame de qualificação, uma tese e um exame de grau.
Também a Faculdade oferece diversos mestrados, diplomados e cursos de formação, tanto em Santiago como em outras cidades do Chile.

### Programas de intercâmbio
- Ásia:[67]

- -  Universidade Tsinghua
  -  Universidade Yonsei
  -  Universidade de Terão
  -  Universidade da Jordánia
  -  Universidade de Damasco

- Europa:[68]
  -  Universidade de Bonn
  -  Universidade de Friburgo
  -  Universidade de Hanôver
  -  Universidade de Heidelberg
  -  Universidade Humboldt de Berlim
  -  Universidade de Copenhague
  -  Universidade de Barcelona
  -  Universidade Carlos III de Madrid
  -  Universidade de Gerona
  -  Universidade de Las Palmas de Gran Canaria
  -  Universidade de Murcia
  -  Universidade Rovira i Virgili
  -  Universidade de Valência
  -  Instituto Universitário de Investigação José Ortega e Gasset
  -  Universidade da Lapônia
  -  Universidade Pantheon-Sorbone
  -  Universidade Pantheon-Assas
  -  Universidade de Utrecht
  -  Universidade de Milão
  -  Universidade de Estocolmo
  -  Universidade de Genebra

- América Latina:[69]
  -  Universidade de Buenos Aires
  -  Universidade Nacional de Córdoba
  -  Universidade de Brasília
  -  Universidade Federal do Rio Grande do Sul
  -  Universidade do Rosário
  -  Universidade Externado da Colômbia
  -  Universidade da Costa Rica
  -  Universidad Autónoma de Nuevo León
  -  Universidade de Guadalajara
  -  Universidade Nacional Autónoma do México
  -  Instituto Tecnológico do México
  -  Universidade Nacional de Assunção

- América do Norte:[70]
  -  Universidade do Quebec em Montreal
  -  Universidade de Ottawa
  -  American University
  -  Universidade da Califórnia em Davis
  -  Universidade de Denver
  -  Universidade Harvard
  -  Universidade de Maryland
  -  Universidade de São Francisco
  -  Universidade Yale
  -  Centro Jurídico Nacional para o Livre Comércio Interamericano
  -  Universidade do Porto Rico

- Organismos internacionales:[71]
  - Corte Interamericana de Direitos Humanos
  - Secretaria Geral da Associação Latino-Americana de Integração

## Biblioteca

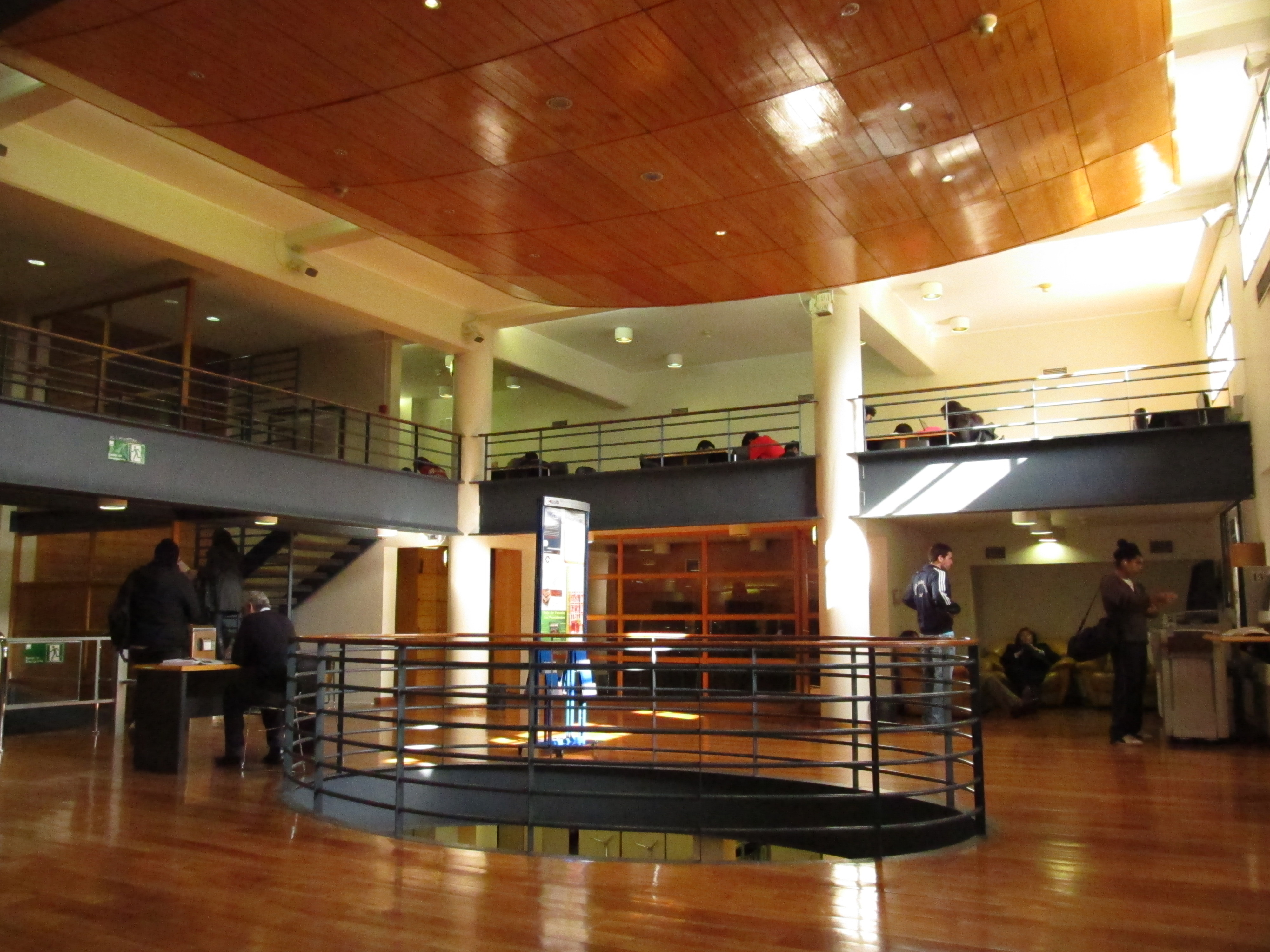
Biblioteca Central da Faculdade de Direito da Universidade do Chile.

A Biblioteca Central da Faculdade de Direito funciona em seu espaço físico atual desde 1938, ano em que a Escola se transladou desde a Casa Central da Universidade ao edifício da rua Pío Nono. As instalações foram remodeladas em 1995, com o que a biblioteca principal ficou conformada por três níveis, onde há capacidade para para cerca de 300 alunos, com lugares de estudo, acesso a computadores e sistemas especiais para alunos deficientes.
Para aceder à biblioteca precisa-se do cartão TUI (Cartão Universitário Inteligente). A disponibilidade dos livros está condicionada pelo tipo de colecção ao que se acede. As colecções existentes são:
- Colecção geral: bibliografia básica.
- Colecção de reserva: documentos de alta demanda com empréstimo controlado.
- Colecção de referência: documentos de consulta rápida, como dicionários ou enciclopedias, vídeos e slides.
- Colecção de tese: documentos originais apresentados para aceder ao título de licenciado.
- Publicações periódicas: inclui revistas, anuários, etc.
- Colecção histórica: documentos antigos de alto valor histórico de consulta restringida.

A Biblioteca Marcial Martínez, localizada no subterrâneo do edifício Santa María, é a de pós-graduação; possui documentos de alto valor que correspondem às bibliotecas pessoais de Marcial Martínez Quadros, Alamiro de Ávila, Benjamín Cid e Máximo Pacheco, além da colecção de tese.

## Difusão e investigação
A Universidade do Chile tem como um de seus eixos centrais o impulso da investigação dentro dos diversos ramos do saber, o que a posicionou como a instituição com maior produção intelectual do país. A Faculdade de Direito tem impulsionado instâncias de investigação e de difusão da ciência jurídica através de produções permanentes.
Em 2004 instituiu-se a Unidade Coordenadora Geral de Investigação da Faculdade, que procura criar instâncias de informação e gestão de projectos, ao mesmo tempo que capacitar ao recurso humano da Faculdade. No entanto, nos últimos anos, os estudantes têm denunciado que as instâncias de investigação são escassas, um dos motivos pelo qual se realizou a tomada de 2009.

### Centros de investigação
Existem cinco centros especializados em diversas áreas do Direito:
- Centro de Estudos da Justiça (CEJ)[78]
- Centro de Direito Ambiental (CDA)[79]
- Centro de Direitos Humanos (CDH)[80]
- Centro de Estudos em Direito Informático (CEDI)[81]
- Centro de Regulação e Concorrência  (REGCOM)[82]

### Editora Jurídica do Chile
A Editora Jurídica do Chile, também denominada Editora Andrés Belo, é uma corporação jurídica de direito público, fundada em 1945 graças a um acordo entre a Faculdade e a Biblioteca do Congresso Nacional de Chile (BCN).
O decano da Faculdade ocupa o cargo de presidente da Editora, enquanto o resto do Conselho Directivo é ocupado pelo procurador geral da República, um representante do Corte Suprema, um representante do Conselho de Reitores das Universidades Chilenas, o presidente do Colégio de Advogados do Chile, o director da Biblioteca do Congresso Nacional e dois representantes do presidente da República, um designado pelo Ministério de Justiça e outro designado pelo Ministério de Educação.
Esta editora tem a exclusividade na produção dos códigos oficiais da República do Chile, além de publicar obras de doutrina e jurisprudência, como por exemplo a Revista de Direito e Jurisprudência e Gazeta dos Tribunais, existente desde 1903 por iniciativa de Eliodoro Yáñez e de Luis Claro Solar. A Editora tem uma sucursal no interior da Faculdade de Direito da Universidade do Chile, localizada dentro do "Edifício Os Presidentes".

### Publicações
Dentro da Faculdade geram-se uma série de publicações dirigidas a diversos âmbitos do Direito, como por exemplo:
- Anales de la Facultad (1935-1972, 2004-)[87]

- Revista Chilena de Historia del Derecho (1959-)[88]
- Revista de Derecho Público (1963-)[89]
- Revista de Derecho (1971-)
- Revista Derecho y Humanidades (1991-)
- Revista de Estudios de la Justicia (2002-)
- Revista Chilena de Derecho Informático (2002-2006)
- Revista de Derecho Ambiental (2003-)
- Anuario de los Derechos Humanos (2005-)
- Revista de Chilena de Derecho y Tecnología (2012-)
- Serie "Publicaciones Doctorado"[90][91]

## Centro de estudantes

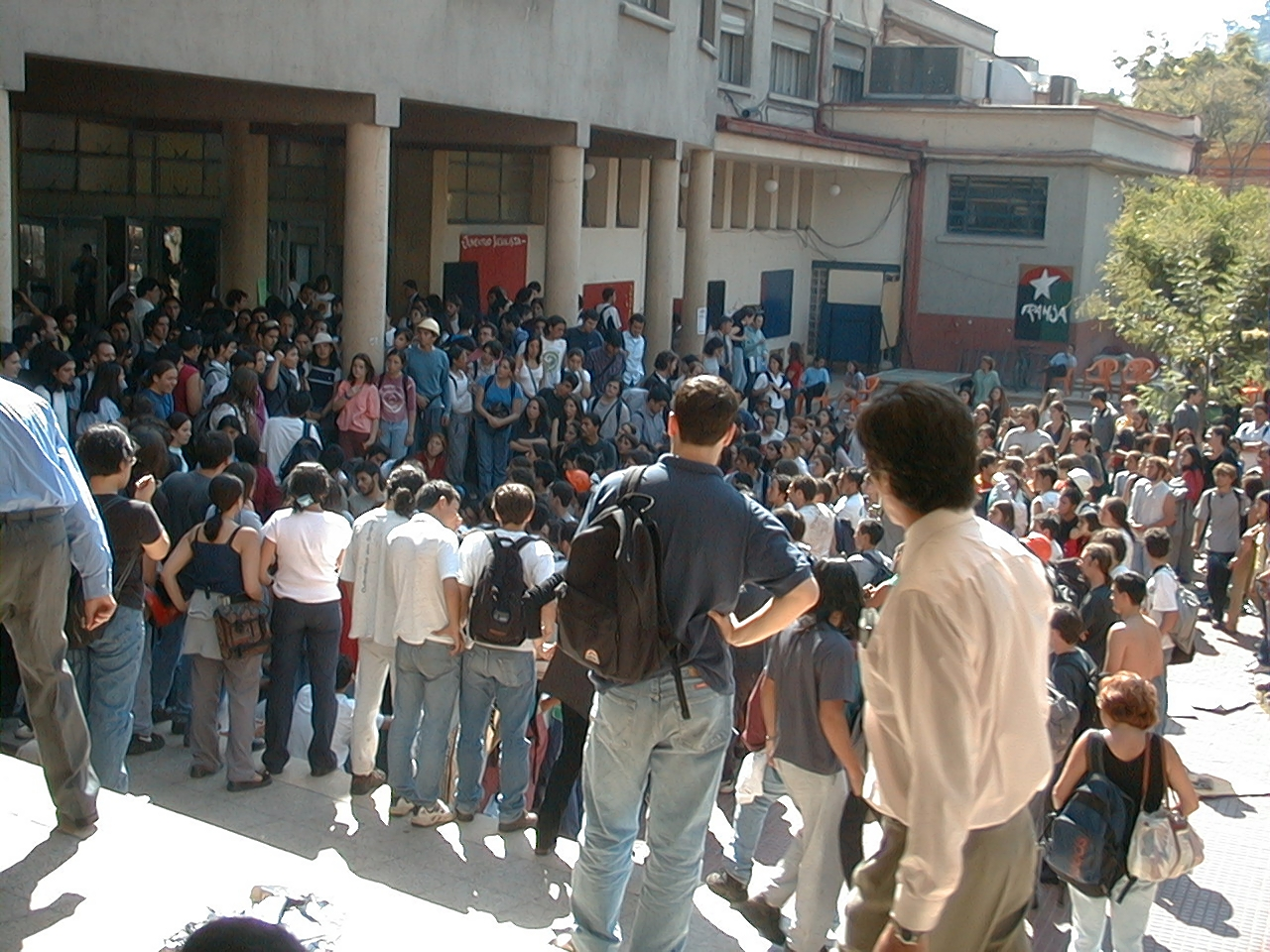
Estudantes no pátio da Faculdade em 2000.

Os alunos estão representados pelo Centro de Estudantes de Direito (CED), adscrito à Federação de Estudantes da Universidade do Chile (FECh). Organiza-se com base numa Mesa directiva e um Conselho de representantes, ambos eleitos por sufrágio universal estudantil pelo período de um ano. Para a Mesa são cinco cargos: presidente, quem representa à massa estudantil ante as autoridades universitárias, vice-presidente, secretário geral e económico, secretário de acção social e bem-estar e secretário de comunicações.

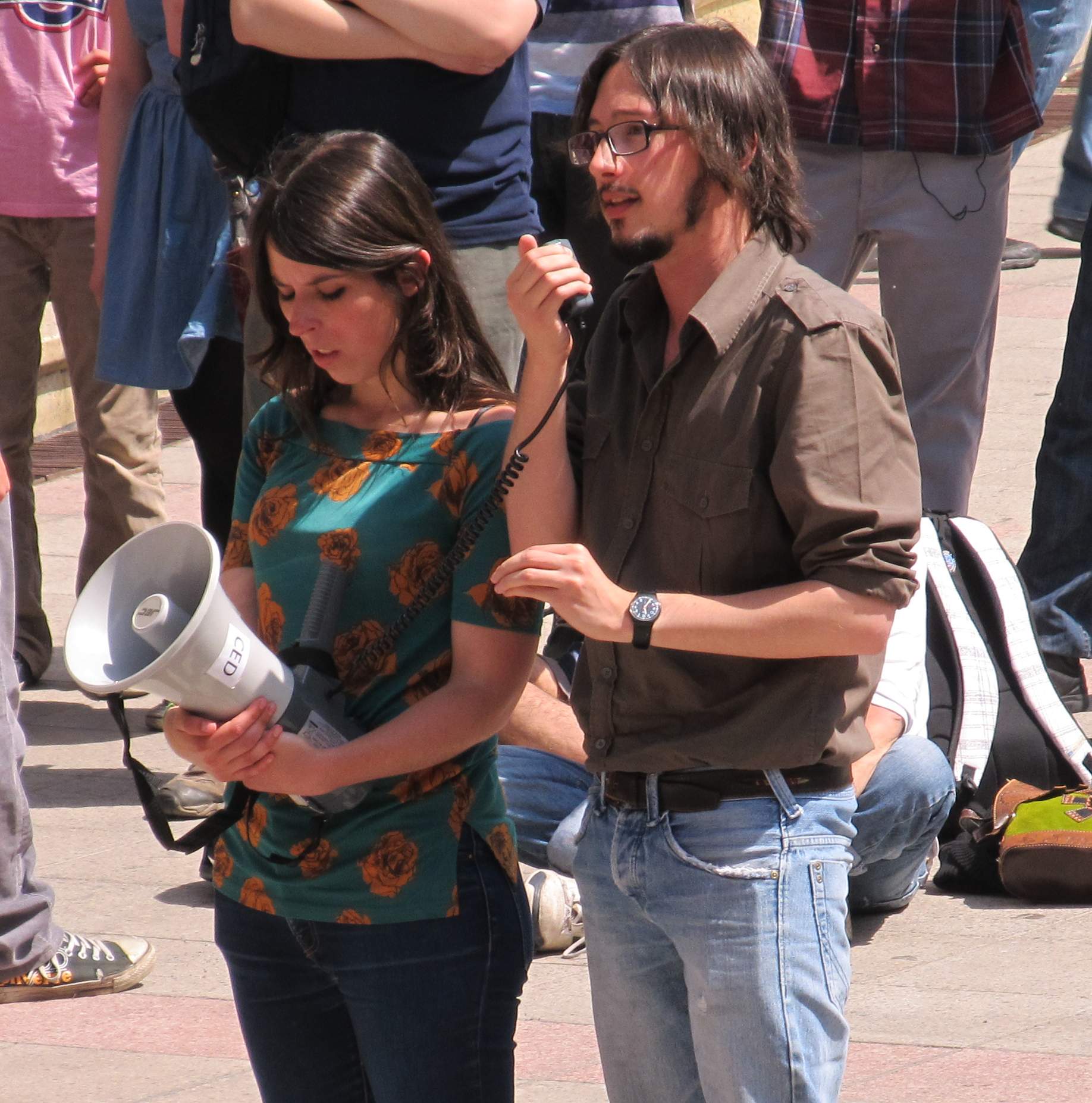
Constanza Martínez, presidenta do CED 2010-2011, junto a Francisco Figueroa, vice-presidente da FECh no mesmo período.

O Conselho de representantes reúne-se periodicamente. Seus membros são eleitos por sufrágio universal de forma mista, alguns pela cada geração e outros de forma transversal. É uma instância essencialmente deliberativa, onde se define a posição do Centro de Estudantes em frente às problemáticas universitárias e muitas vezes em frente à política nacional.
Existem as Assembleias de curso ou geração, compostos por todos os membros da geração, quem elegem a seus representantes uma vez ao ano e se reúnem para organizar os eventos da cada ano e para deliberar sobre os problemas do curso, a situação universitária ou eventualmente a problemática nacional.
A máxima instância de decisão é a Assembleia geral de estudantes, composta por todos os alunos matriculados na Faculdade. Reúne-se só em forma extraordinária e funciona mediante quórum de votação.

### Presidentes
O CED durante sua história tem sido encabeçado por connotadas figuras da política nacional, entre eles, Ricardo Lagos, José Miguel Insulza, Alberto Espinha, Andrés Allamand e Jorge Arrate (1962). Mas a sua cronología tem sido quase um mistério, já que não se conseguiu realizar uma que inclua toda sua história. A seguir uma lista dos presidentes do Centro de Estudantes de Direito desde 1983, ano em que se restabeleceu a organização estudantil da Universidade durante o Regime militar, mediante a autodissolução da oficialista Fecech, a refundação da FECh e dos centros de alunos da cada faculdade:

### Centro de ingressados
No ano 2010 criou-se, baixo o alero da Fundação Facultem de Direito, o Centro de Ingressados da Faculdade de Direito da Universidade do Chile (CEDU) cujo objeto é reunir a todos os ex alunos da faculdade.

## Vida universitária

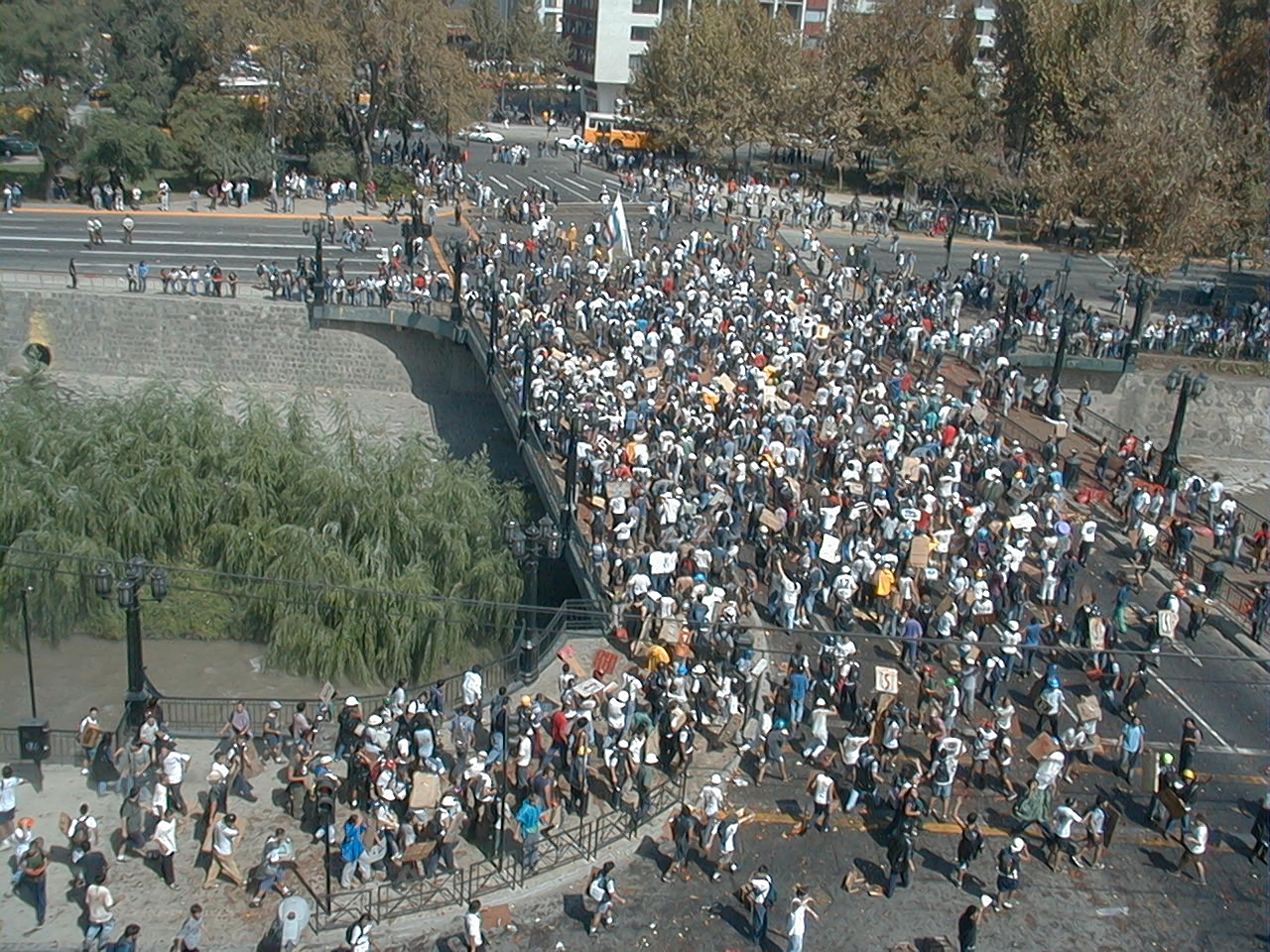
«Guerra na Ponte Pío Nono» do ano 2000, última oportunidade em que se enfrentaram alunos novatos ("mechones") de Direito e Engenharia da Universidade do Chile.

A Faculdade tem uma intensa actividade durante todo o ano, além das actividades oficiais da faculdade como seminários e foruns, existem uma série de instâncias promovidas pelo Centro de Estudantes (CED) e pelos estudantes em geral. O activismo político é uma destas formas de participação do alumnado, que se reflete nas eleições gerais que se realizam tanto de forma interna da Faculdade, como para eleger à directora da Federação de Estudantes (FECh). Na cada uma destas oportunidades diversos movimentos políticos realizam campanha dentro da Faculdade, dentro dos que se incluem tanto divisões juvenis dos partidos políticos estabelecidos como movimentos independentes.
Dentro do ano existem instâncias de esparcimiento e celebrações que já se tornaram tradicionais dentro da Faculdade. A primeira delas é a semana de boas-vindas aos novos alunos que ingressam à carreira, conhecidos como «mechones». Dentro desta «semana mechona», que pelo geral é a primeira quinzena de março, os novos alunos devem passar por um rito de passagem chamado o «mechoneo», que preparam os estudantes de segundo ano. Também existem dois passeios, um organizado pelo CED e outro da FECh, que costumavam se realizar no balneário de Cartagena e que actualmente se fazem na praia do Tabo, Região de Valparaíso. Outra das tradições que se realizavam durante a «semana mechona» era um confronto dos alunos novatos da Faculdade de Direito com os da Faculdade de Ciências Físicas e Matemáticas da Universidade do Chile na Ponte Pío Nono, mas que foi cancelada em 2000 pelos incidentes que nesse ano se provocaram, incluindo alunos feridos e danos ao Edifício Central da Escola de Direito, avaluados em 3,5 milhões de pesos.
Outras festas clássicas são a semana de celebração dos alunos do terceiro ano, conhecida como «o umbigo» —em referência a estar na metade da carreira—. A isso se deve somar as festas tradicionais que organiza o Centro de Estudantes como a «fonda» realizada nos dias prévios às Festas Pátrias, e a «Festa da Primavera», tradição dos década de 1960 retomada em 2004.
Os estudantes também construíram uma wiki dedicada exclusivamente à Faculdade, onde se contribuíam dados académicos e miscelâneos de professores e autoridades e compartilhavam documentos de apoio para o estudo, chamadas Wikiderecho. No entanto, depois da tomada da Faculdade ocorrida em 2009, esta foi fechada por decisão de seus administradores, e paralelo a isso surgiu outra wiki, Wikibello, que reproduziu grande parte dos conteúdos da anterior página.

## Prêmios
Na Faculdade de Direito outorgam-se diversas distinções a suas alunas e alunos mais destacados, entre os que cabe mencionar:
- Prêmio Pedro Nicolás Montenegro, ao melhor aluno ingressado da cada promoção anual.
- Prêmio Editorial Legis Chile, para os melhores alunos dos ciclos de Direito Tributário, Trabalhista e Comercial.
- Prêmio Manuel Egidio Ballesteros, à melhor publicação de carácter jurídico.
- Prêmio Editorial Jurídica de Chile, aos melhores alunos da cada curso.
- Prêmio Philippi, Yrarrázaval, Polido & Brunner, entregado por dito estudo jurídico aos melhores alunos do ciclo de Direito Civil.

## Ingressados destacados
| Presidentes do Chile - Federico Errázuriz Zañartu (1871-1876) - Aníbal Pinto Garmendia (1876-1881) - Domingo Santa María (1881-1886) - Federico Errázuriz Echaurren (1896-1901) - Germán Riesco (1901-1906) - Pedro Montt Montt (1906-1910) - Ramón Barros Luco (1910-1915) - Juan Luis Sanfuentes (1915-1920) - Arturo Alessandri (1920-1925; 1932-1938) - Emiliano Figueroa (1925-1927) - Juan Esteban Montero (1931-1932) - Carlos Dávila Espinoza (1932) - Pedro Aguirre Cerda (1938-1941) - Gabriel González Videla (1946-1952) - Patricio Aylwin (1990-1994) - Ricardo Lagos Escobar (2000-2006) Escritores e intelectuais - Miguel Luis Amunátegui Aldunate - Pedro Nolasco Cruz Vergara - Gregorio Víctor Amunátegui Aldunate - Miguel Luis Amunátegui Reyes - Claudio Matte Pérez - Domingo Amunátegui Solar - Alberto Edwards Vives - Jenaro Prieto - Jorge Edwards - Armando Uribe - Miguel Castillo Didier - Volodia Teitelboim - José Toribio Medina - Alfredo Jocelyn-Holt - Roberto Torretti - Hermógenes Pérez de Arce - Armando de Ramón | Académicos e juristas - Arturo Alessandri Rodríguez (Direito civil) - Fernando Alessandri (Direito processual) - Enrique Cood (Direito civil) - Juvenal Hernández Jaque (Reitor da Universidade do Chile) - Carlos Casanueva (Reitor da Pontificia Universidade Católica do Chile]) - Alamiro de Ávila Martel (Direito romano) - Luis Claro Solar (Direito civil) - Gabriel Amunátegui (Direito constitucional) - Manuel Somarriva (Direito civil) - Ramón Meza Barros (Direito civil) - Jorge Millas (Filosofia do direito) - Aníbal Bascuñán (História do Direito) - Jorge Iván Hübner (Filosofia do direito) - Máximo Pacheco (Filosofia do Direito) - Agustín Squella* (Introdução ao Direito) - Eduardo Novoa Monreal (Direito penal) - Juan Bustos (Direito penal) - Gustavo Labatut (Direito penal) - Pablo Rodríguez Grez (Direito civil) - Fernando Fueyo (Direito civil) - René Abeliuk (Direito civil) - Cecilia Medina (ex Presidenta CIDH) - Antonio Bascuñán Rodríguez (Direito penal) - Vivian Bullemore (Direito penal) - Paulina Veloso (Direito civil) - José Zalaquett (Direitos humanos) - Mario Garrido Montt (Direito penal) - Pamela Pereira (Direitos humanos) - Pablo Ruiz-Tagle (Direito constitucional) - Álvaro Bunster (Direito penal) - Enrique Silva Cimma (Direito administrativo) - Ernesto Barros Jarpa (Direito internacional) - Luis Cousiño Mac Iver Direito penal | Herois militares - Arturo Prat Chacón Jueces - Alejandro Reyes - José Alfonso Cavada - Javier Ángel Figueroa - Abraham Oyanedel - Humberto Trucco - Enrique Correa Labra - Marcos Aburto - Marcos Libedinsky - Urbano Marín - Milton Juica Advogados - Carlos Torretti - Juan Agustín Figueroa - Arturo Alessandri Besa - Hernán Montealegre Klenner - José María Eyzaguirre - Juan Ignacio Correa Amunátegui - Clara Szczaranski - Ana María Hübner - Julia Urquieta - Nancy Yáñez - Andrés Jana - Luis Ortiz Quiroga Empresários - Ricardo Claro - Andrónico Luksic Abaroa - Agustín Edwards Eastman | Políticos - Valentín Letelier - Antonio Varas - Benjamín Vicuña Mackenna - Salvador Sanfuentes - Julio Zegers Samaniego - Jorge Huneeus Zegers - Rafael Sotomayor - Ricardo Matte Pérez - Augusto Matte - Eduardo Matte Pérez - Abdón Cifuentes - Joaquín Prieto Concha - Pedro Letelier Silva - Carlos Ruiz Bahamonde - Jorge González von Marées - Arturo Matte - Jorge Silva Somarriva - Paulino Alfonso del Barrio - Julio Subercaseaux Barros - es:Clodomiro Almeyda - es:Elena Caffarena - es:Anselmo Sule - es:Enrique Silva Cimma - es:Erich Schnake - es:Mario Arnello Romo - José Miguel Insulza - Sergio Fernández - es:Andrés Zaldívar - es:Andrés Allamand - es:Teodoro Ribera - es:Ignacio Walker - Soledad Alvear - es:Carolina Tohá |

* Ingressados da Escola de Direito de Valparaíso quando esta era administrada pela Universidade do Chile.

## Percepção pública
A Faculdade de Direito da Universidade do Chile sempre tem sido considerada como uma das melhores do país, tanto por sua tradição histórica como pelo nível de seus ingressados. Apesar de que no Chile não há estudos académicos objectivos a respeito das faculdades de Direito, existem publicações que tentam fazer rankings de tom mais subjetivo com base em estatísticas ou a percepção pública. A mais conhecida é a publicação anual da revista Que Passa, onde a Faculdade ano a ano tem disputado o primeiro lugar com seu símil da Pontifícia Universidade Católica do Chile.
O diário El Mercurio consultou em 2007 quais eram as melhores Universidades para estudar Direito, e cerca de 86 % nomeou a Universidade do Chile, ficando em primeiro lugar das preferências. No mesmo ano um estudo publicado pelo site Laborum.com revelou que o 54 % das empresas preferiam advogados ingressados da Universidade do Chile, enquanto a universidade que lhe seguia obteve o 29 % das preferências.

## Galeria de imagens

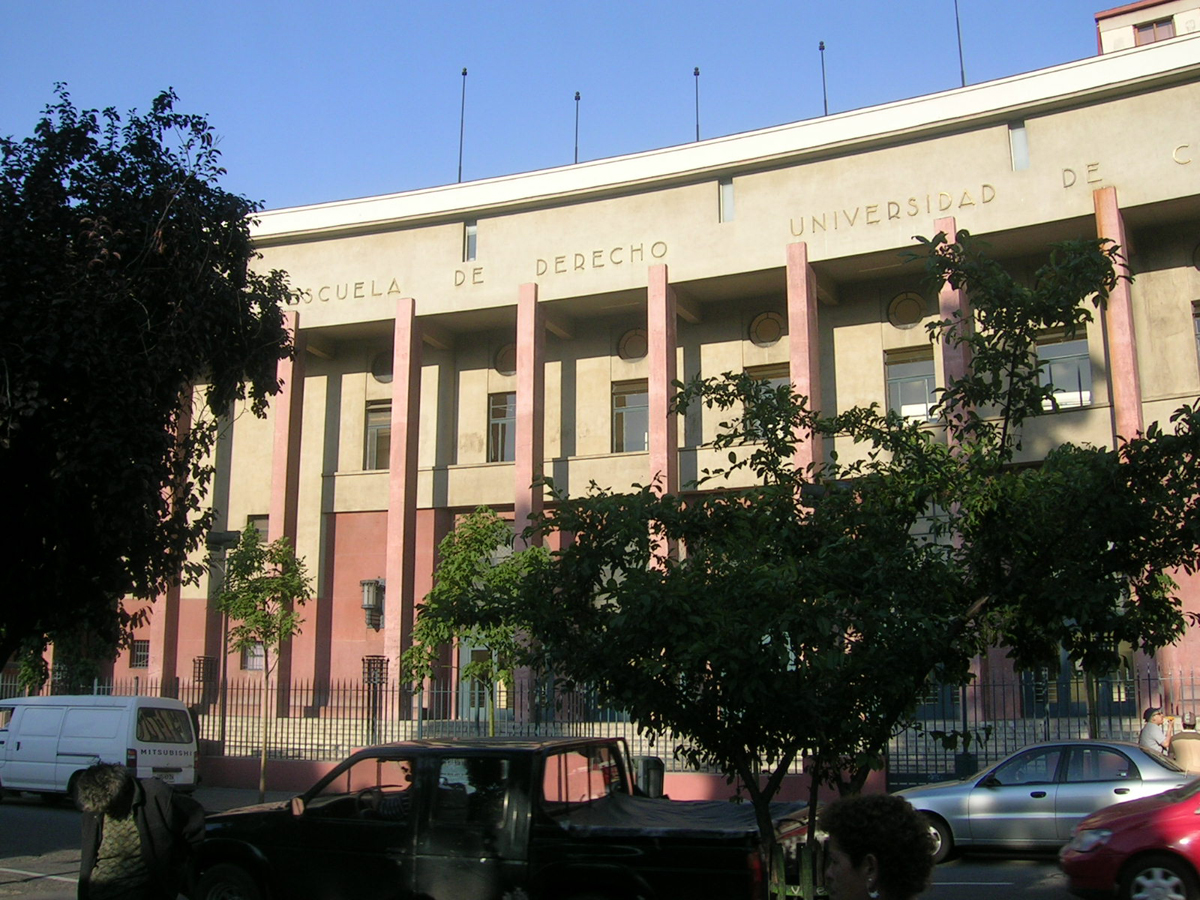
Fachada da Facultade.
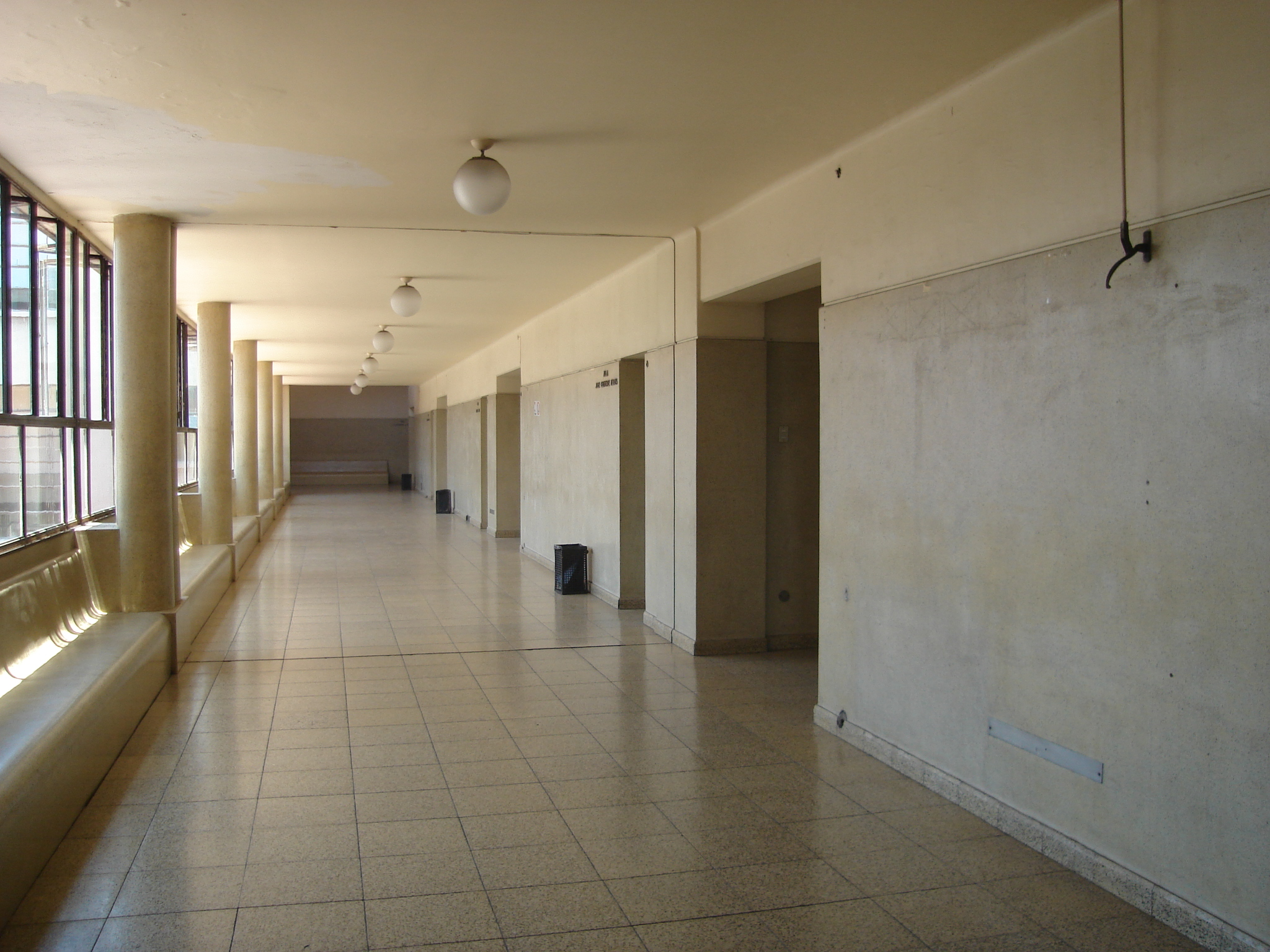
Passeio do edificio central da Facultade de Direito.
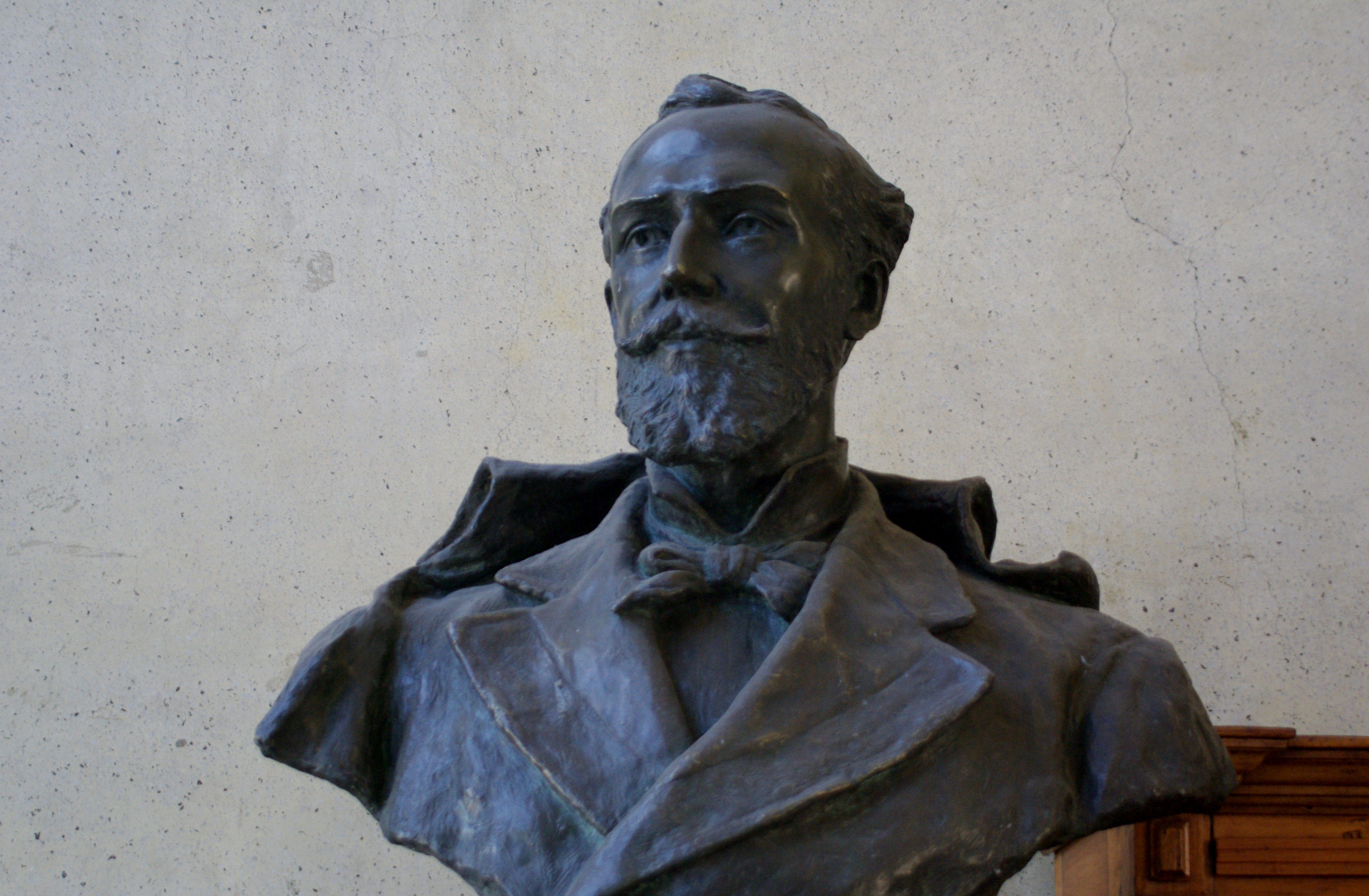
Busto do reitor Jorge Huneeus Zegers na Facultade.
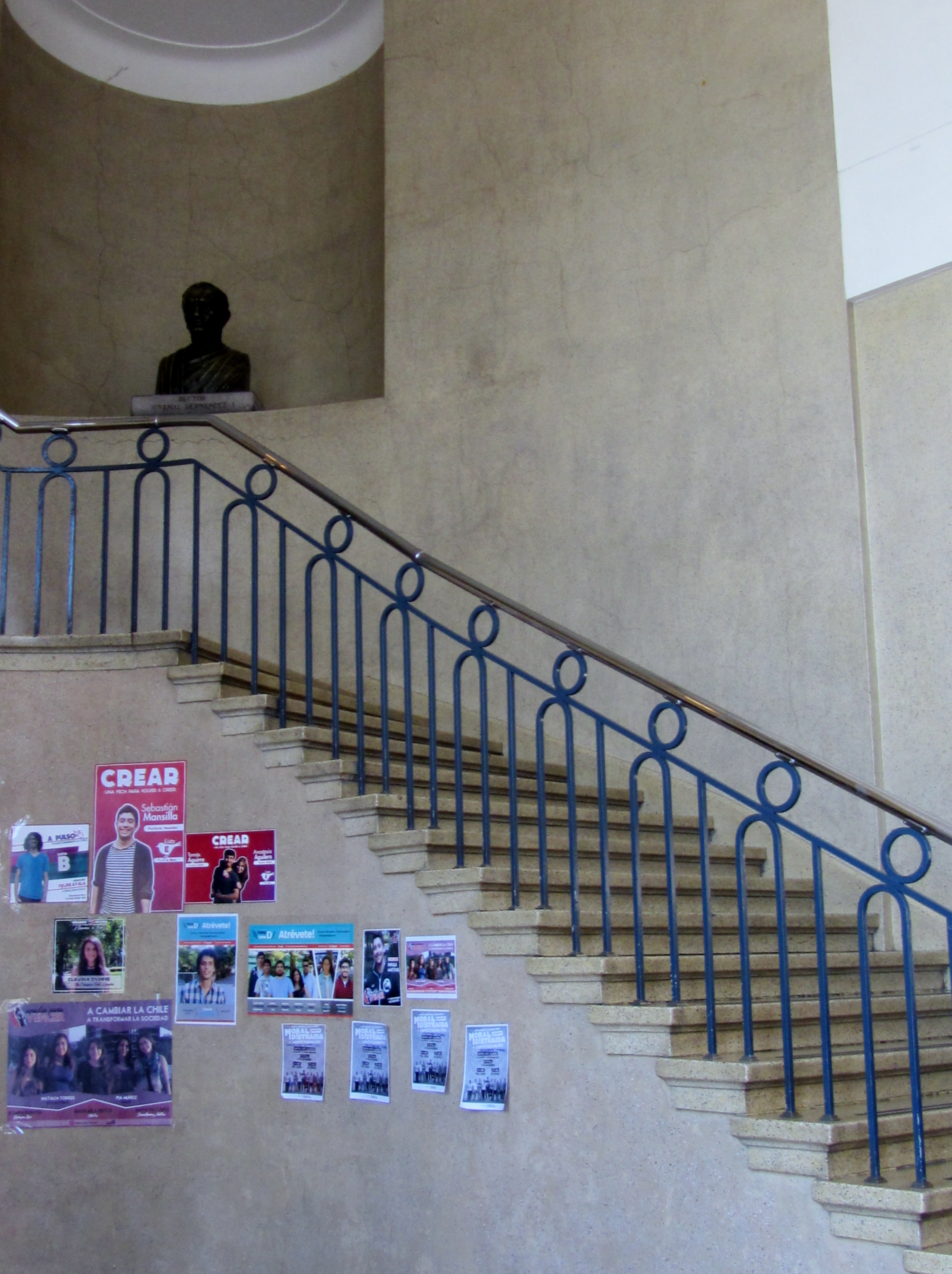
Escadaria com propaganda eleitoral.
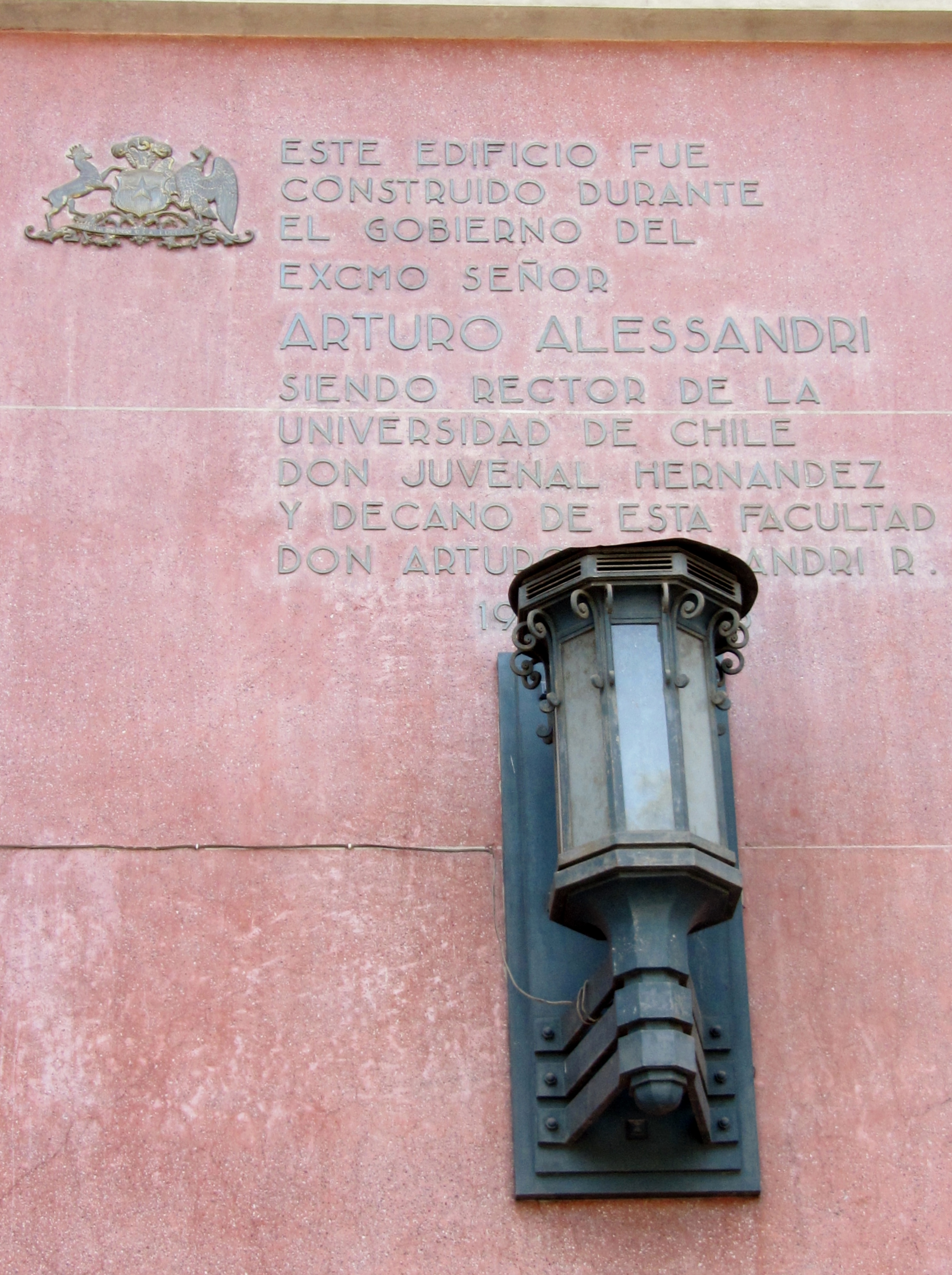
Placa comemorativa da construção dol edificio.
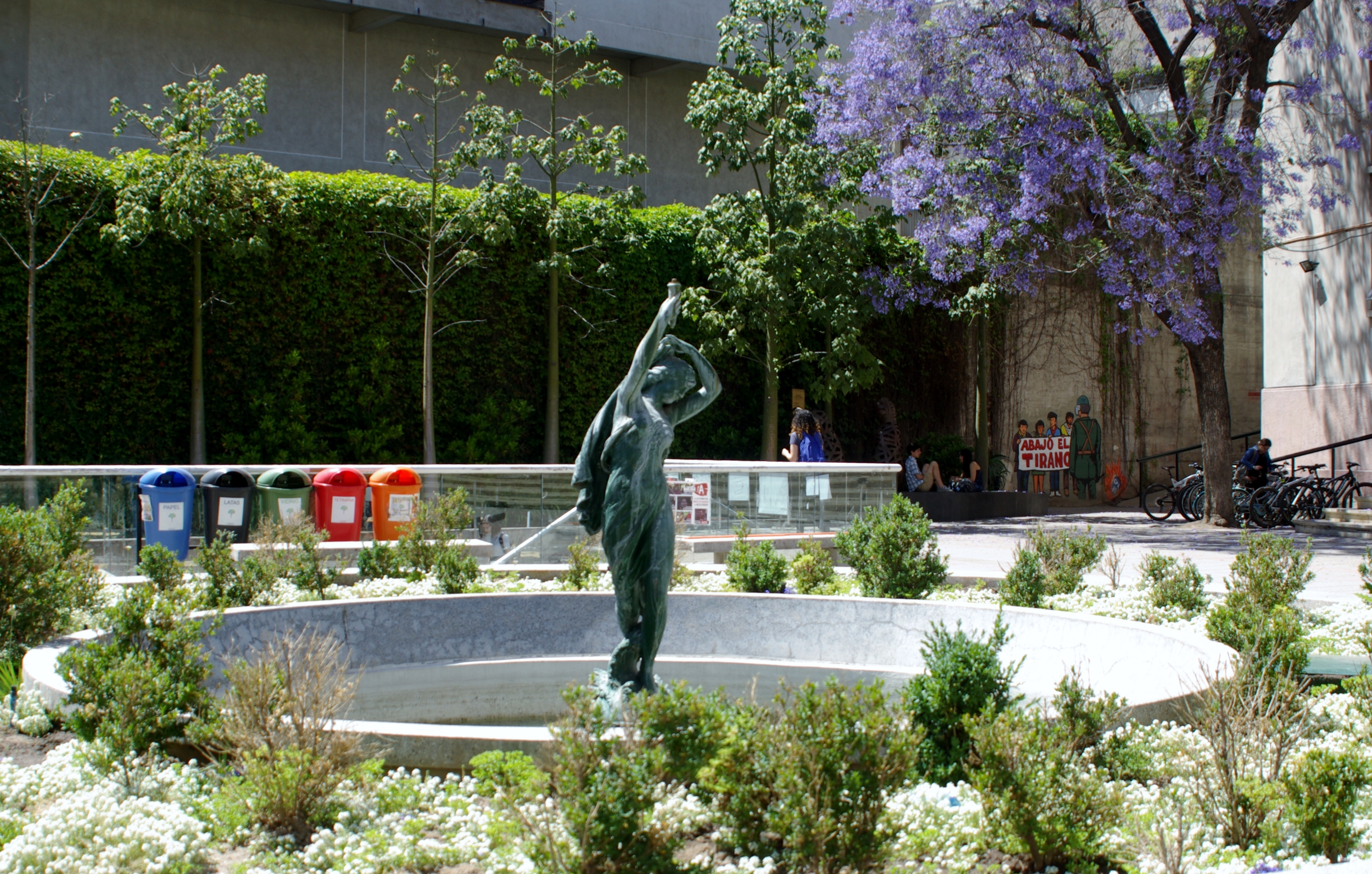
Pileta feita no pátio.
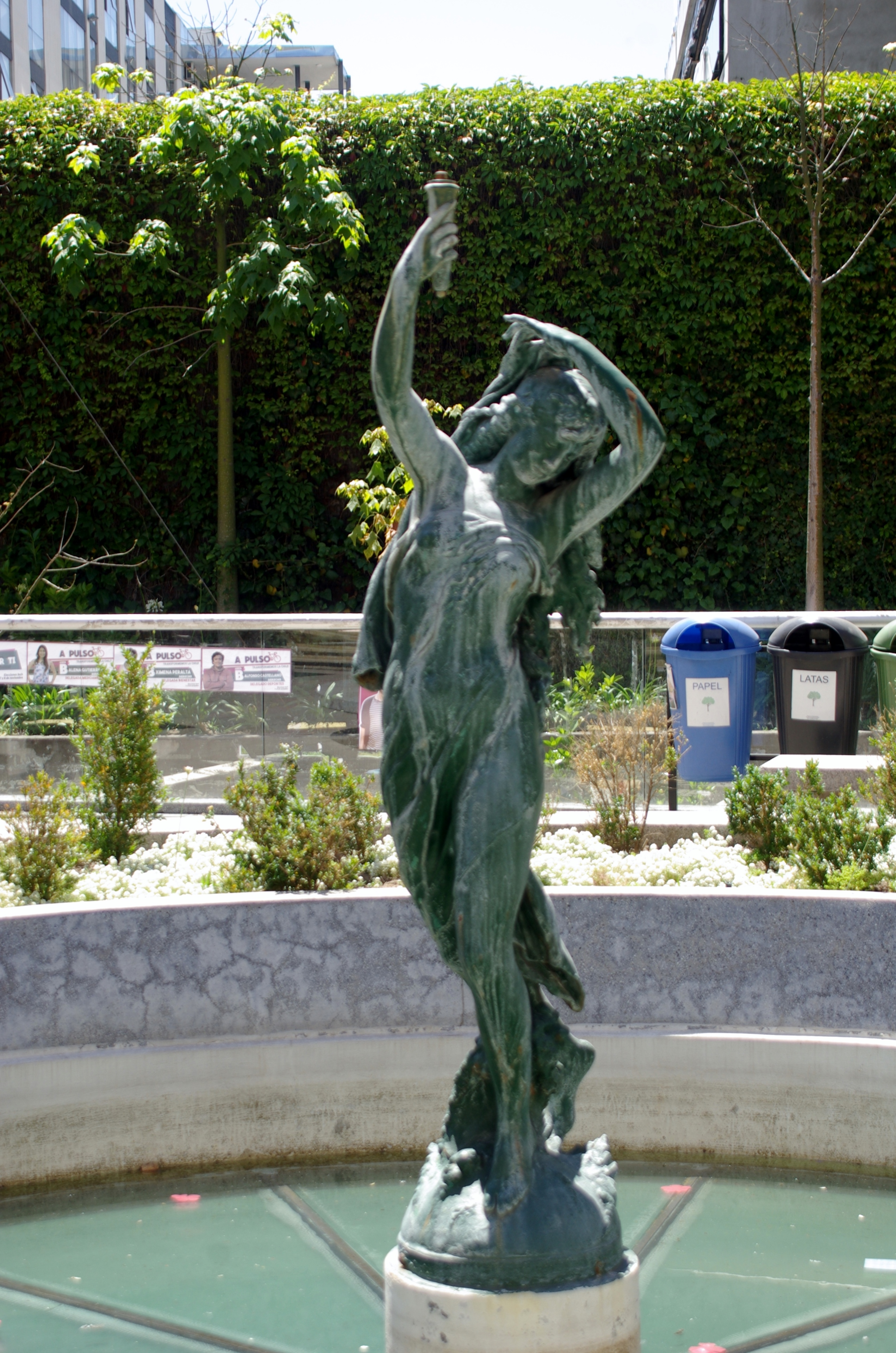
A escultura da fonte.
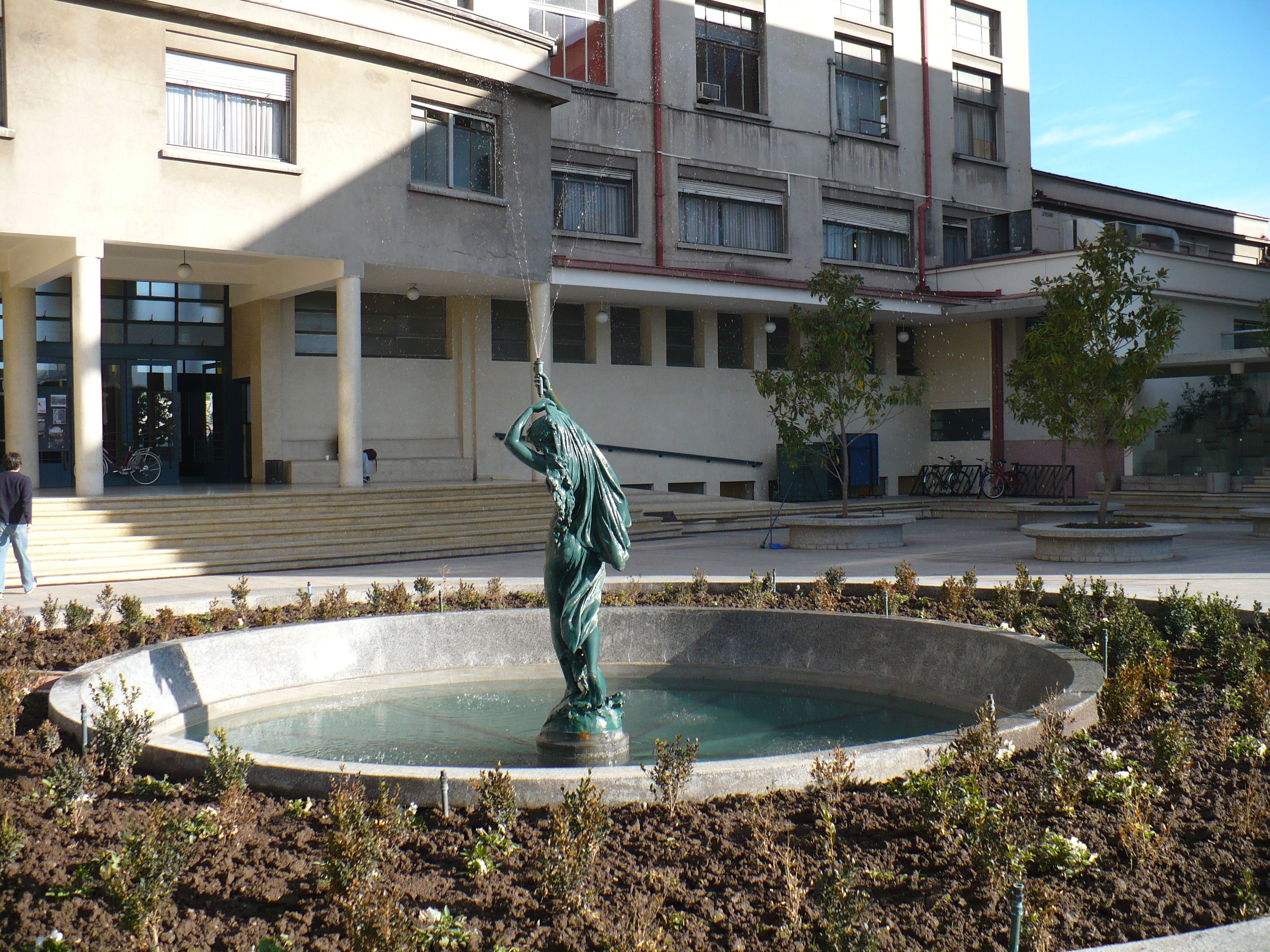
A fonte funcionando.
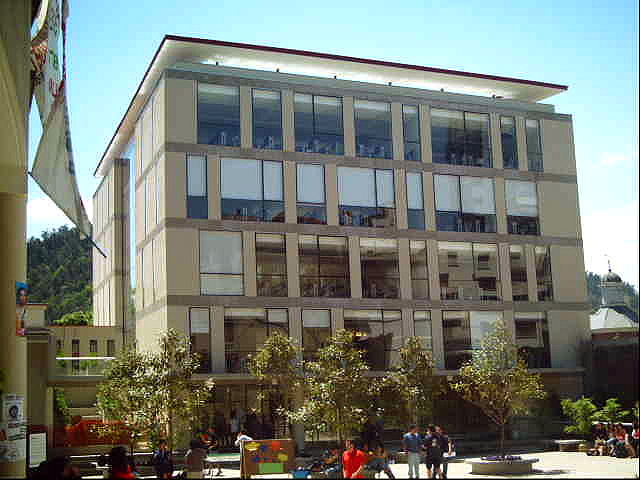
Edificio dos Presidentes, inaugurado em 2007. Obra de Marsino Arquitetos Associados.
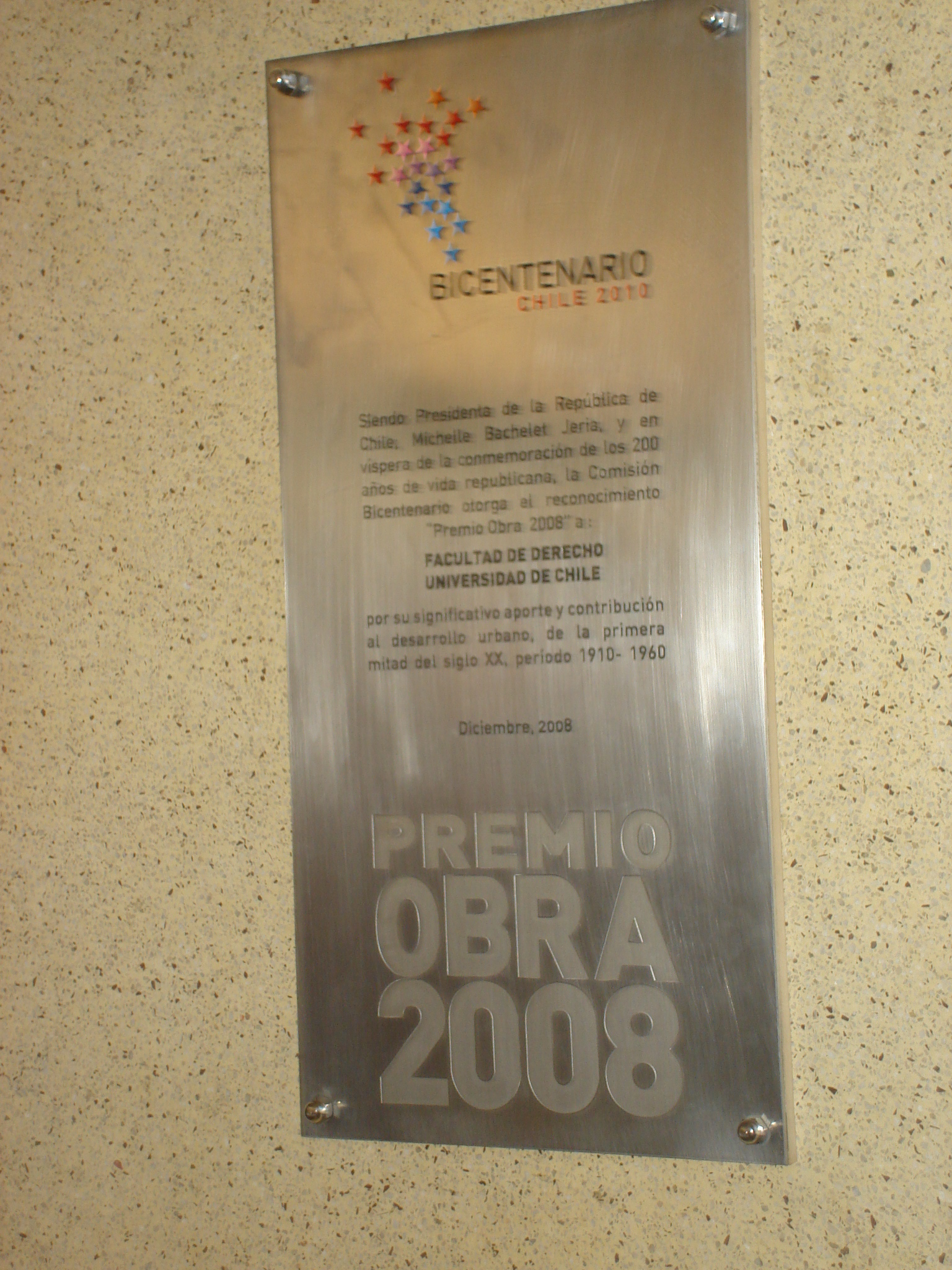
Placa comemorativa do prémio Obra 2008 ao edificio da Facultade.
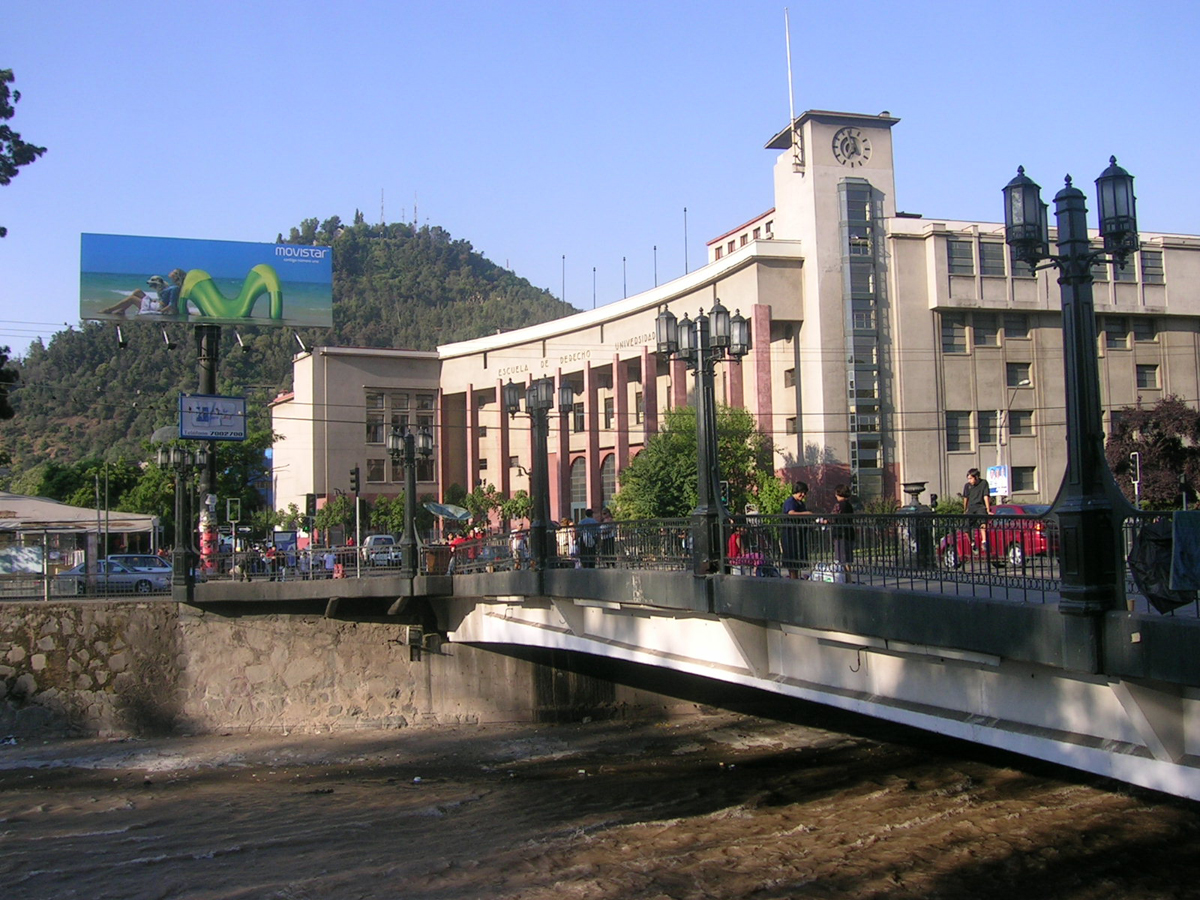
Facultade desde a ribeira sul do rio Mapocho.
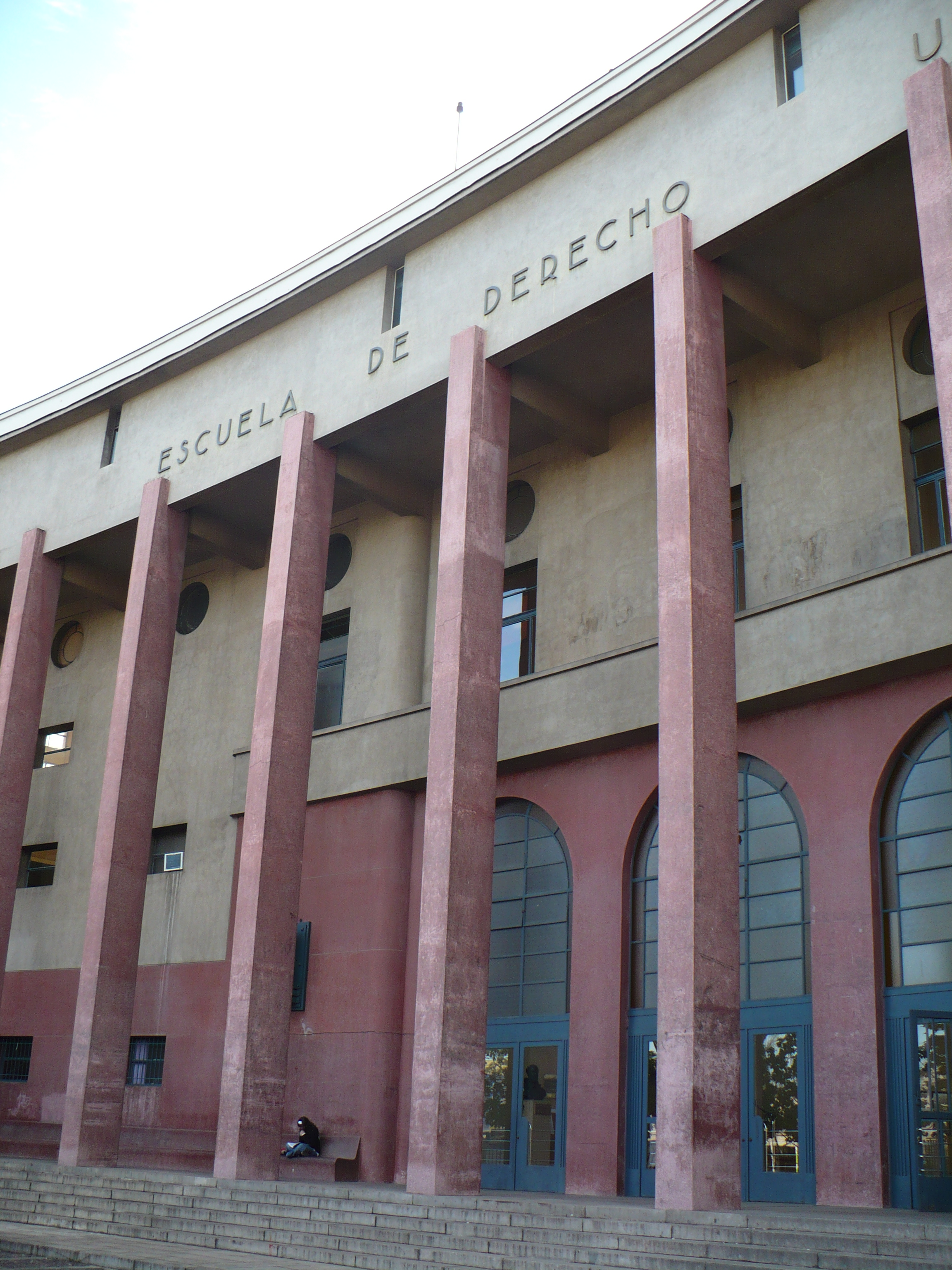
Entrada principal da Facultade.
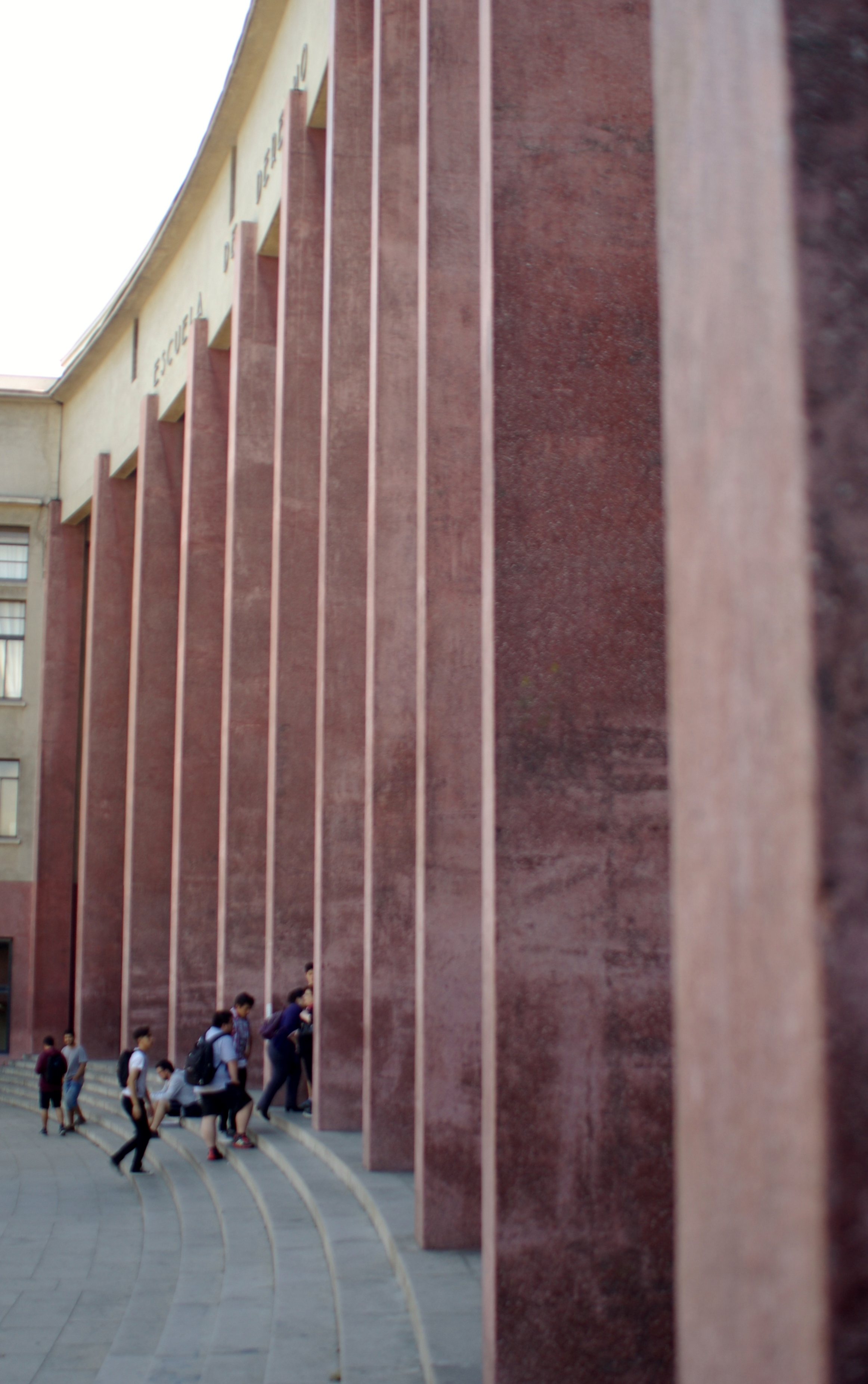
Columnata da fachada.
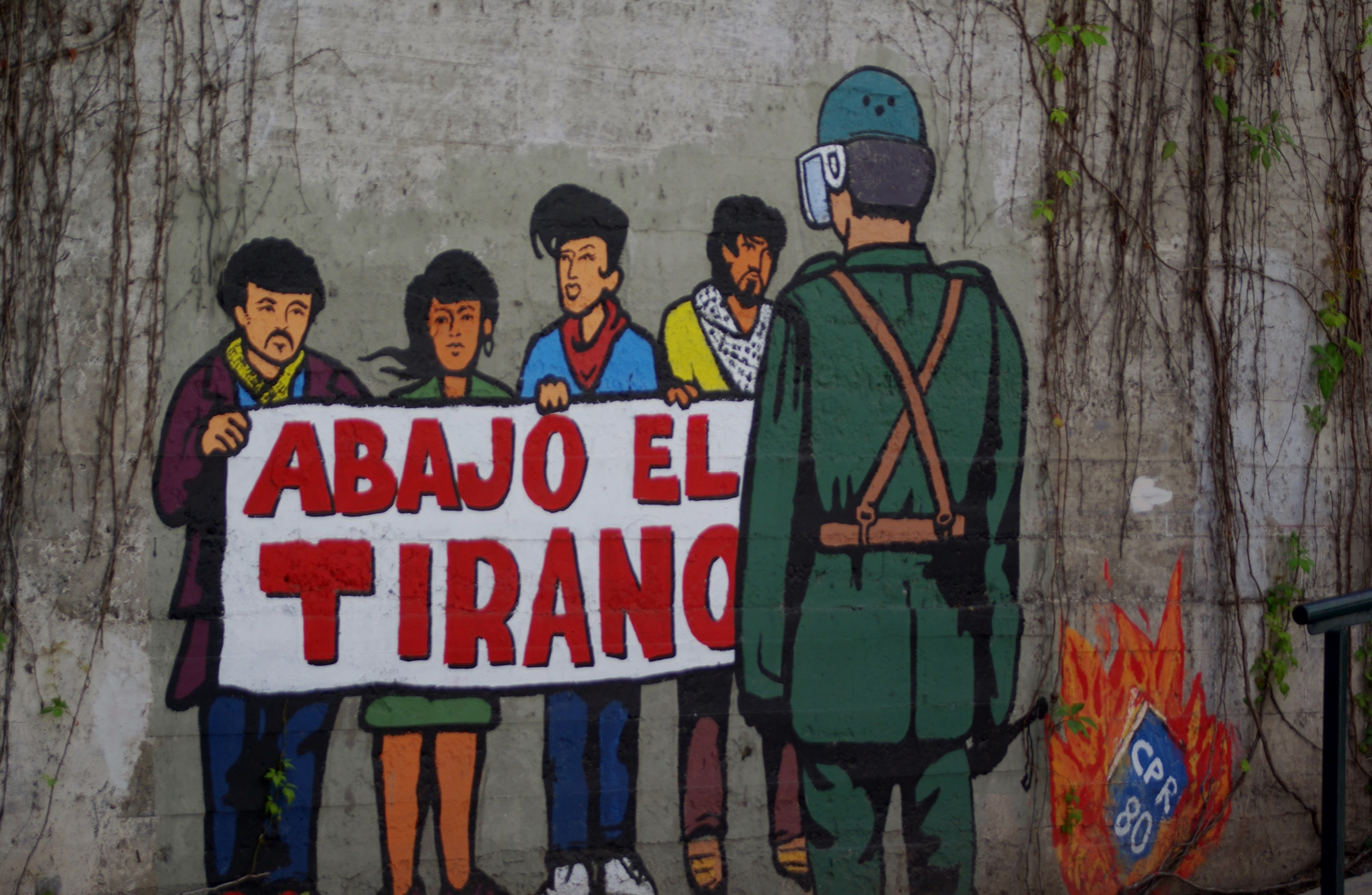
Grafiti político no pátio.
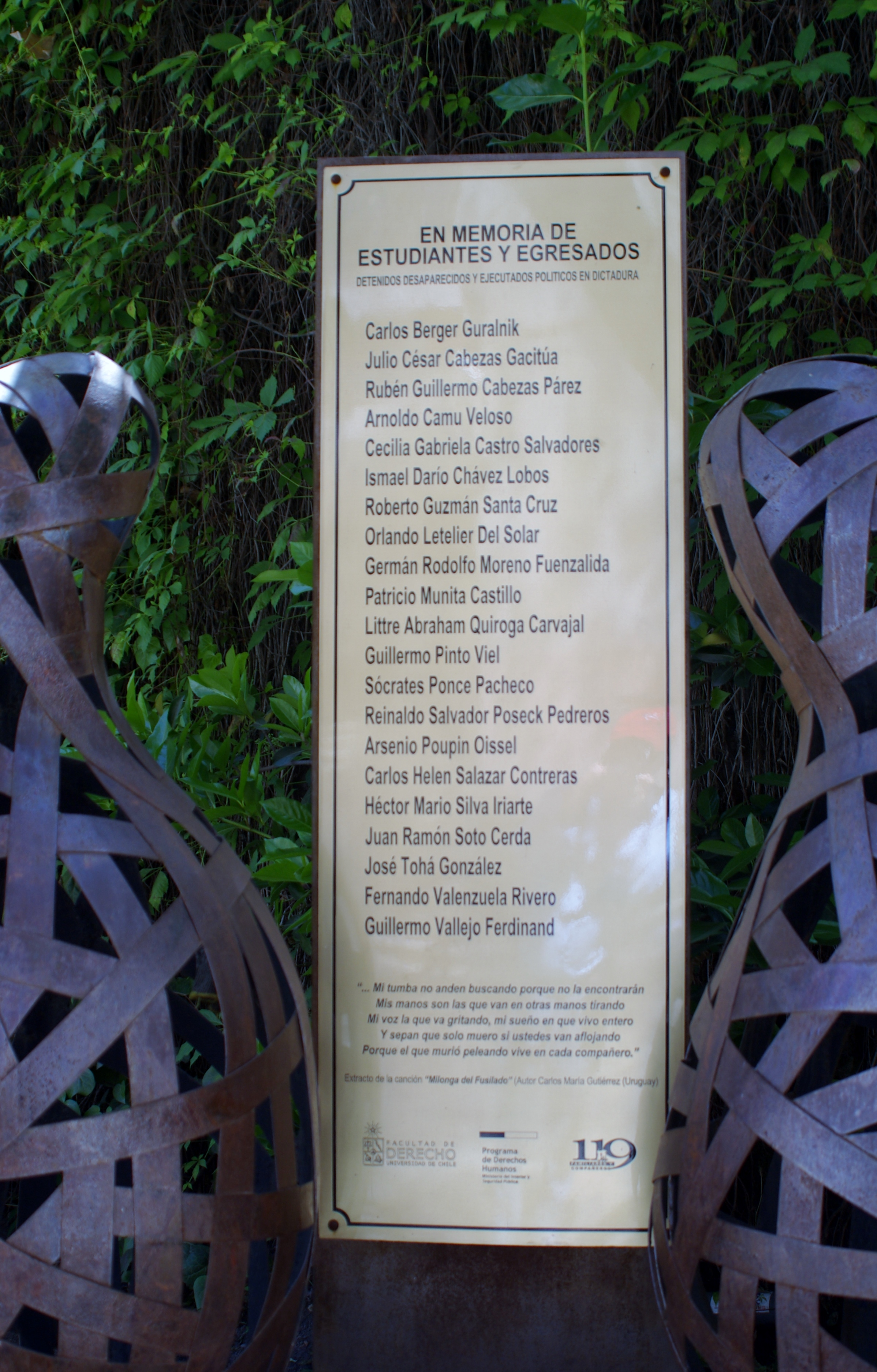
Placa do memorial das vítimas do regime militar.
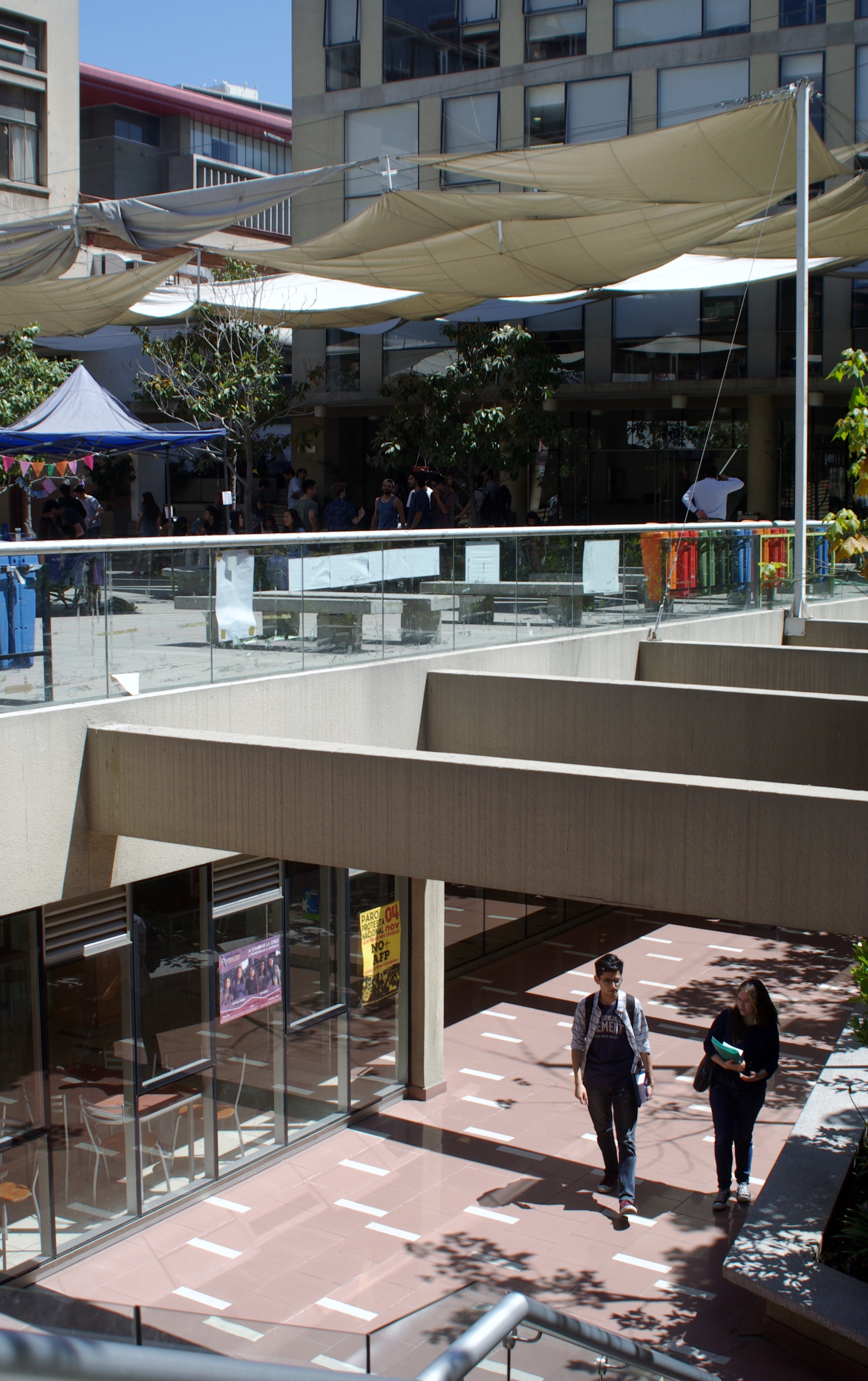
Vista parcial da planta de baixo nivel.